# Пальміра
34°33′ пн. ш. 38°16′ сх. д. / 34.550° пн. ш. 38.267° сх. д.
Пальмі́ра ( Tadmor; арам. ܬܕܡܘܪܬܐ; араб. تدمر; івр. תַּדְמוֹר; дав.-гр. Παλμύρα) — стародавнє місто в Сирії, засноване в одній із оаз північної частини Сирійської пустелі, біля підніжжя масиву Джабал-Абу-Руджмайн (близько 215 км на північний схід від Дамаска). Нині на її місці лежить містечко Тадмур (араб. تدمر).
Грецька назва Пальміра (Παλμυρα) є перекладом оригінальної арамейської назви Тадмур (пальма).
Належить до Світової спадщини ЮНЕСКО.

## Історія

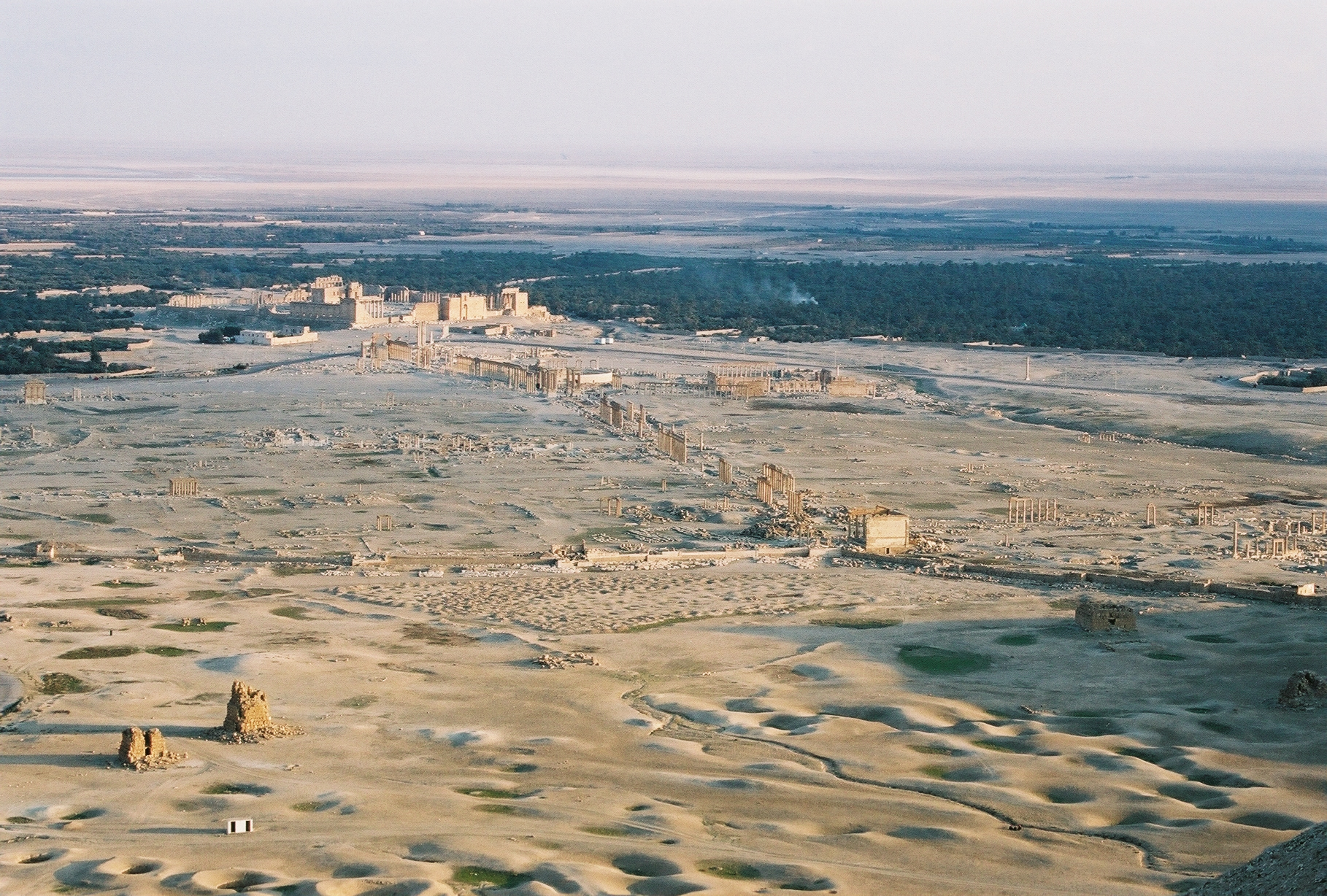
Загальний вигляд міста

Перші сліди людських поселень належать до неоліту, доказом тому є знайдені поселення людей, із кам'яними знаряддями вік яких становить близько 7500 р. до. н. е.. Стратиграфія під храмом Баала було знайдено структуру із цегли віком близько 2500 до н. е., за якою слідують структури побудовані у середині Бронзової ери і Залізної Ери.
XIX століття до н. е. — перші згадки про оазу Тадмур в глиняному клинопису. Ця назва також зустрічається в Старому Заповіті (2 Пар 8,4) — у зв'язку з будівельними роботами, які цар Соломон провадив у пустелі (Тадмур був найсхіднішим містом його держави). У той період ці землі заселяли арамейськомовні семітські племена, згодом з'явилися кочові племена арабів. Їхня асиміляція відкрила торговельні шляхи між Месопотамією та узбережжям Середземного моря замість довшого шляху вздовж Євфрату.
Від II ст. до н. е. через Тадмур пролягало південне відгалуження Великого шовкового шляху. Мита, накладені на транзитних купців, стали джерелом найбільших доходів для Тадмура. Поселення поступово почало набувати рис міста. Його значення ще більше зросло в I ст. н. е., коли воно опинилося на межі Римської Імперії та Парфії. Саме тоді з'явилася назва Пальміра.

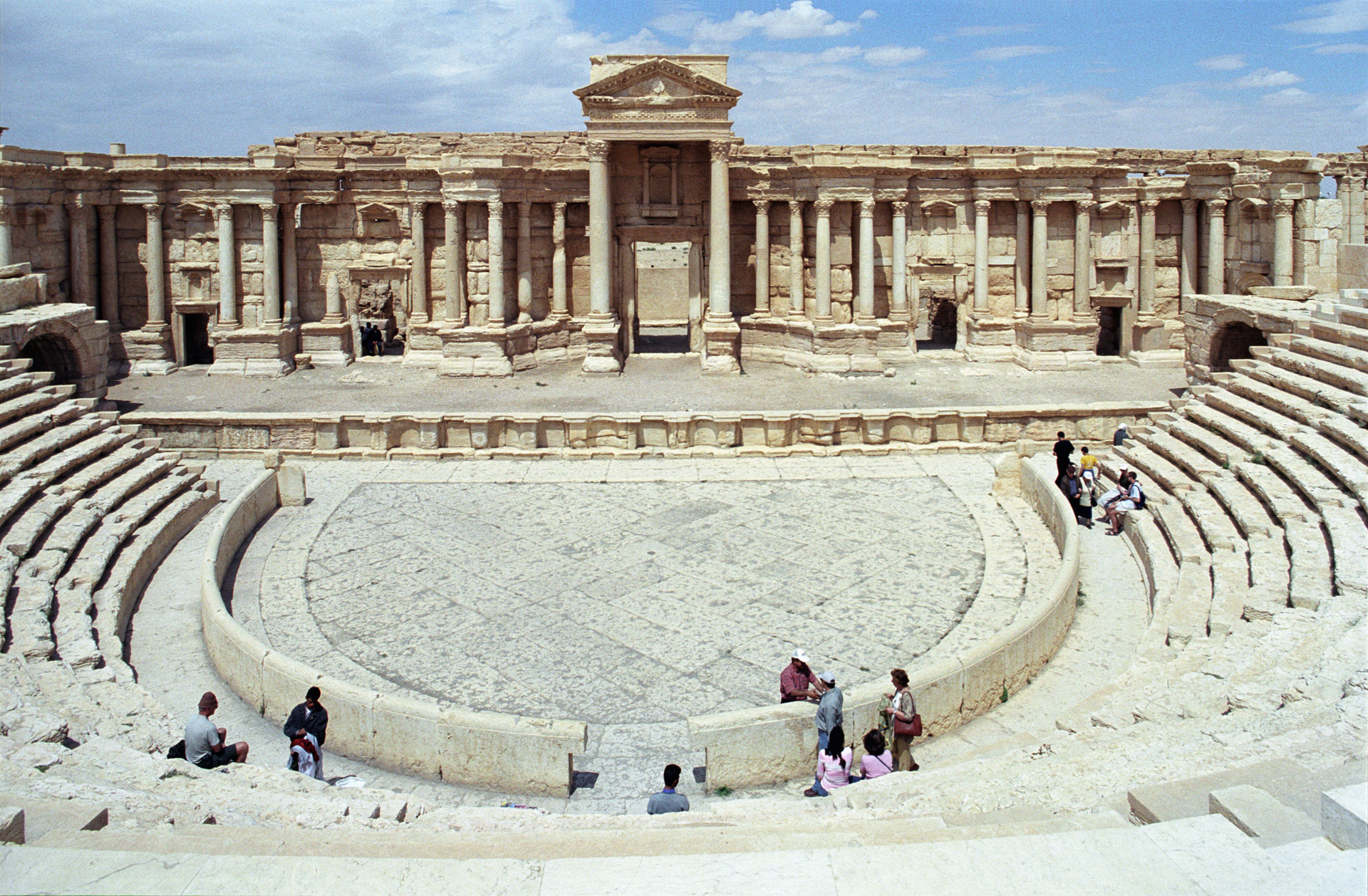
Стародавній театр Пальміри

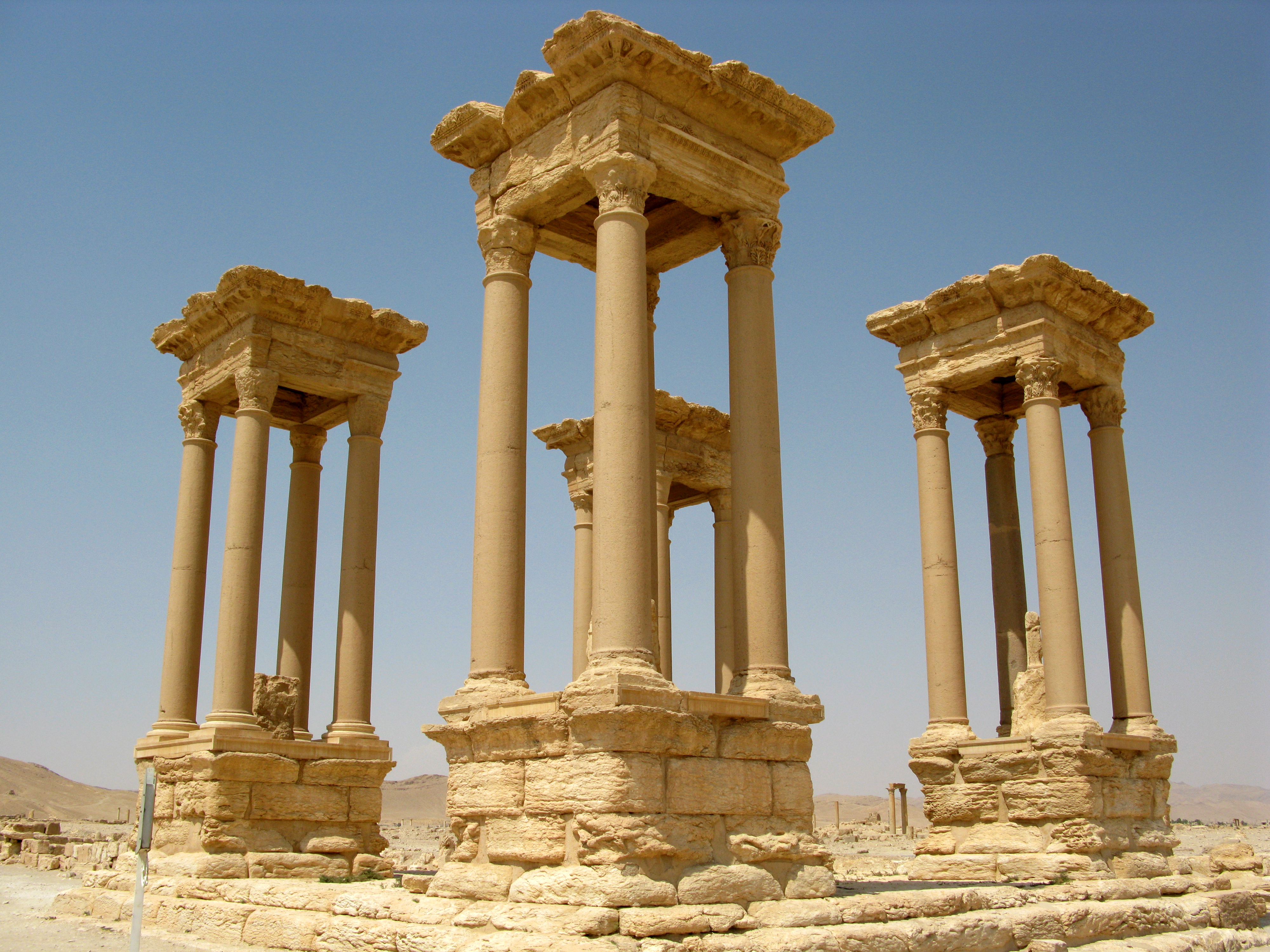
Тетрапілон

За часів імператора Тіберія Пальміра визнала римську зверхність, але зберегла автономію.
129 — імператор Адріан надав Пальмірі статус вільного міста, а в 217, за Септимія Севера, вона отримала статус колонії, що зрівняло її мешканців у правах із римськими громадянами та звільнило від сплати податків. Нагромаджені капітали спричинили інтенсивний розвиток міста. Зростали храми та громадські споруди (агори, терми, театр тощо).
Пік розквіту Пальміри припав на другу половину III століття, коли вона стала столицею держави, заснованої командувачем римських військ на Сході Оденатом. Скориставшись зі слабкості імперії, він почав вести власну політику та збройну експансію.
По смерті Одената влада перейшла до його вдови Зенобії, яка прагнула розірвати формальне підпорядкування Римові. Її діяльність (завоювання на Близькому Сході, карбування власної монети, проголошення імперії) спровокувала римську інтервенцію. У 273 леґіони Авреліана розгромили війська Зенобії та захопили місто, примусивши його мешканців виплатити велику контрибуцію, а саму царицю провели вулицями Риму під час тріумфу Авреліана. Повторний бунт проти Риму закінчився цілковитим пограбуванням і знищенням Пальміри.
Після цього, попри пізнішу відбудову, місто ніколи вже не відновило колишньої величі. Залишалося провінційним осередком торгівлі та військовим гарнізоном, зокрема, виконувала функцію військового табору в оборонній системі імператора Діоклетіана (початок IV ст.).
Тут стояли гарнізони: римський, візантійський і халіфату Омеядів.
Остаточно Пальміру знищили араби (744) і землетрус. В наступні століття існувала як загублене в пустелі поселення напівкочівників. Нове відкриття сталося наприкінці XVII ст., від XVIII ст. тут почалися археологічні розкопки.
Нині в межах Пальмірської оази стихійно розвивається місто Тадмур (близько 40 тис. мешканців). Воно є важливим транспортним вузлом, населення зайняте в галузі сервісу й туризму. В околицях — авіабаза та в'язниця суворого режиму.

## Пам'ятки
Пальміра становить один із найбільших у світі археологічних комплексів (площа — близько 50 га). Зусиллями британських, французьких, німецьких, швейцарських і польських археологів відкрито, зокрема, будівлі часів розквіту міста, які поєднують у собі елементи елліністичного мистецтва з місцевою арамейською традицією, а також рештки т. зв. «табору Діоклетіана»

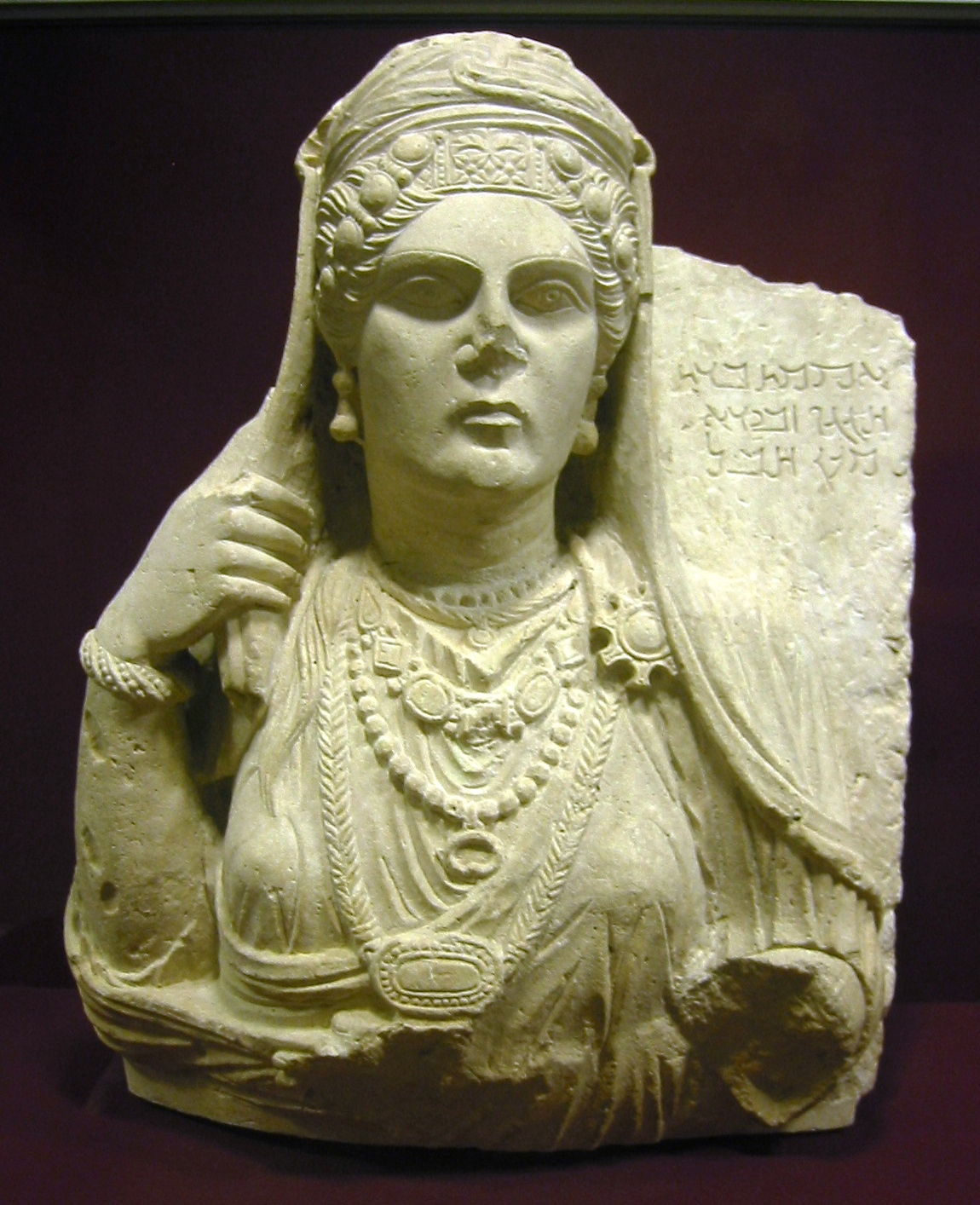
Надгробне погруддя жінки. Пальміра, II ст., Британський музей

Найкраще збереженою спорудою на терені Пальміри є храм Ваала (Бела; найголовнішого божества в пантеоні пальмірян), розташований у південно-східній частині комплексу.
В'їзд до античного міста проходить через зреконструйовану монументальну арку. Колись її єднав із храмом ряд колон, що збереглися лише у фрагментах. Його продовженням є колонада, спрямована в північно-західному напрямку, який визначає головну вулицю міста. На відстані приблизно 1/3 її довжини підноситься потужний, також зреконструйований тетрапілон. Поперечна вулиця веде в напрямку агори (південний захід) і храму божества дощу Ваала Шаміна (Баал-Шаміна; північний захід). На південь від центральної колонади міститься театр.
В західній частині археологічного комплексу відкрито рештки «табору Діоклетіана» з храмом богині миру Аллат, символом якої був лев, що охороняє газель (кам'яна статуя з цього храму встановлена перед музеєм Пальміри).
На південний захід від міста, в т. зв. «Долині Могил», збереглася низка нетипових будівель — вільно розташовані кам'яні, квадратні в плані могильні вежі I ст. — початку II ст. В їхніх багато прикрашених (зокрема, портретними погруддями небіжчиків) інтер'єрах зберігалися домовини з тілами померлих.
Для мистецтва Пальміри характерне поєднання східних і західних впливів і форм, які творили нову, неповторну цілісність.

## Знищення культурної спадщини
В травні 2015 року бойовики Ісламської держави захопили місто Пальміра, та почали його заміновувати. 4 жовтня 2015 року бойовики підірвали Тріумфальну арку, яка була побудована у II столітті нашої ери за часів правління імператора Септимія Севера. Побудована вона, як і все місто, була в римському стилі. Висота головного склепіння становила 20 метрів. На вершині арки було вибито ім'я імператора, який розпорядився почати будівництво.
1 вересня ООН підтвердила інформацію про те, що терористи підірвали два храми Бела і Баал-Шаміна. Зруйновано також було більше 50 мавзолеїв, зокрема, постраждала гробниця нащадка Мухаммеда бен Алі та мавзолей Нізара Абу Бахаеддіна. Вбито відомого сирійського археолога Халеда аль-Асаада, котрий опікувався Пальмірою протягом сорока років. Національний музей Пальміри був повністю розграбований.
ЮНЕСКО оголосило бойові дії воєнним злочином, закликавши об'єднатися для боротьби з руйнаціями. 27 березня 2016 місто перейшло під контроль сирійської Армії, було оголошено, що пам'ятки мають бути відбудовані у співпраці з ООН. За словами генерального директора департаменту старожитностей і музеїв Сирії Маамуна Абдулкаріма, на реставрацію може знадобитися 5 років та дозвіл ЮНЕСКО.
11 грудня 2016 бойовики Ісламської держави повторно захопили місто, витиснивши сирійську армію та російських військових. Відступаючі в паніці солдати Асада та росіяни залишили в Пальмірі неушкоджену важку бойову техніку (танки, БМП, авто та ін.). .

## Переносне значення назви «Пальміра»
У сучасній українській мові «Пальміра» — прозивна назва міст, архітектура яких вражає розкішшю та монументальністю.
Північна Пальміра — назва Петербургу в російській художній літературі.

### Неправильне вживання слова «Пальміра»
Південною Пальмірою останнім часом називають Одесу, що є неправильним, адже Одеса розташована на північ від сирійської Пальміри (Тадмора) (проте, на південь від Петербургу). Жоден із класиків (Пушкін, Бабель, Катаєв, Олеша тощо) Одесу «Південною Пальмірою» не називав. Можливо, назва «Чорноморська Пальміра» була б коректнішою. Також некоректе вживання цього терміна і щодо Дніпра.

## Галерея

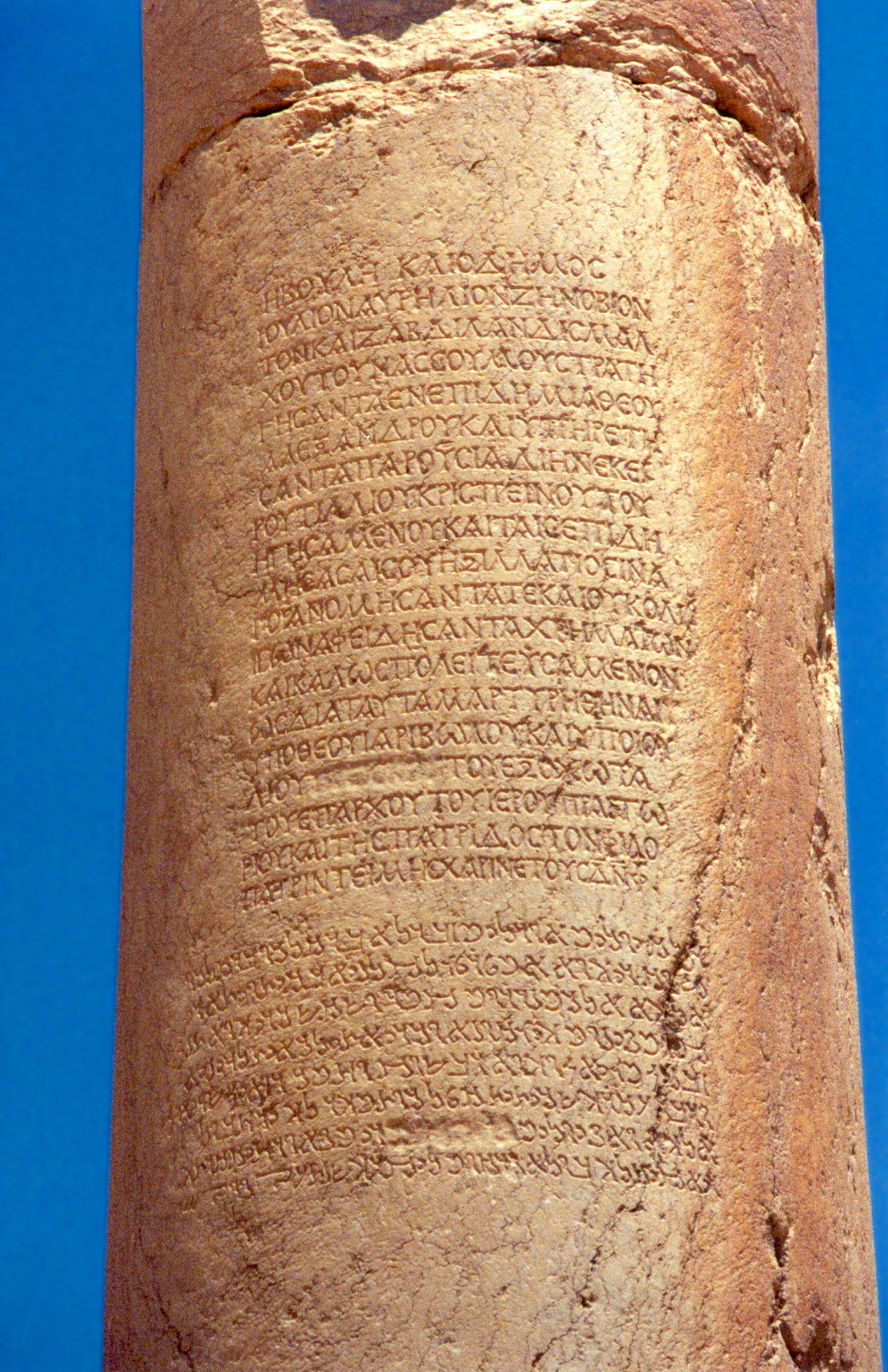
Напис Юлія Аврелія Зенобія
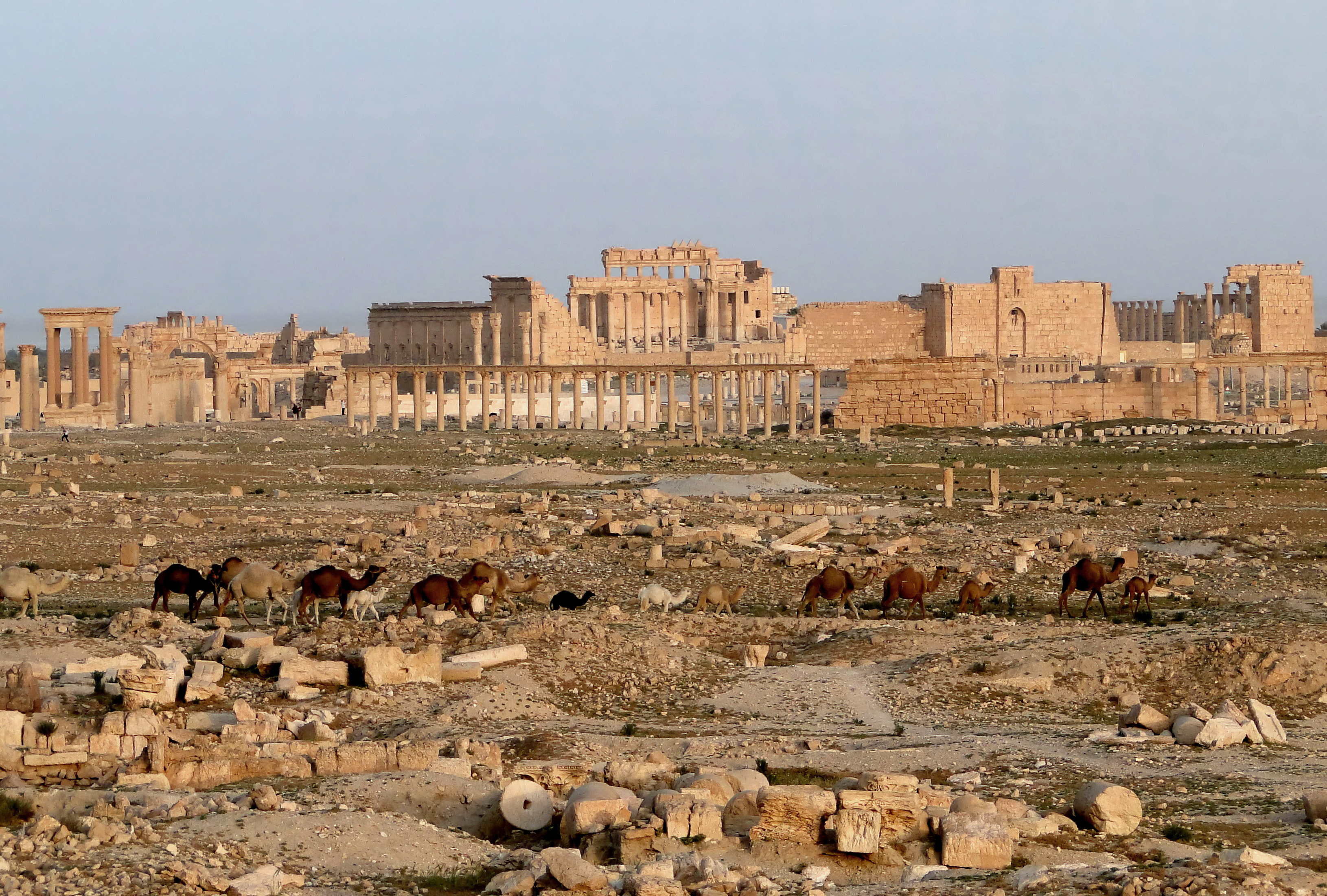
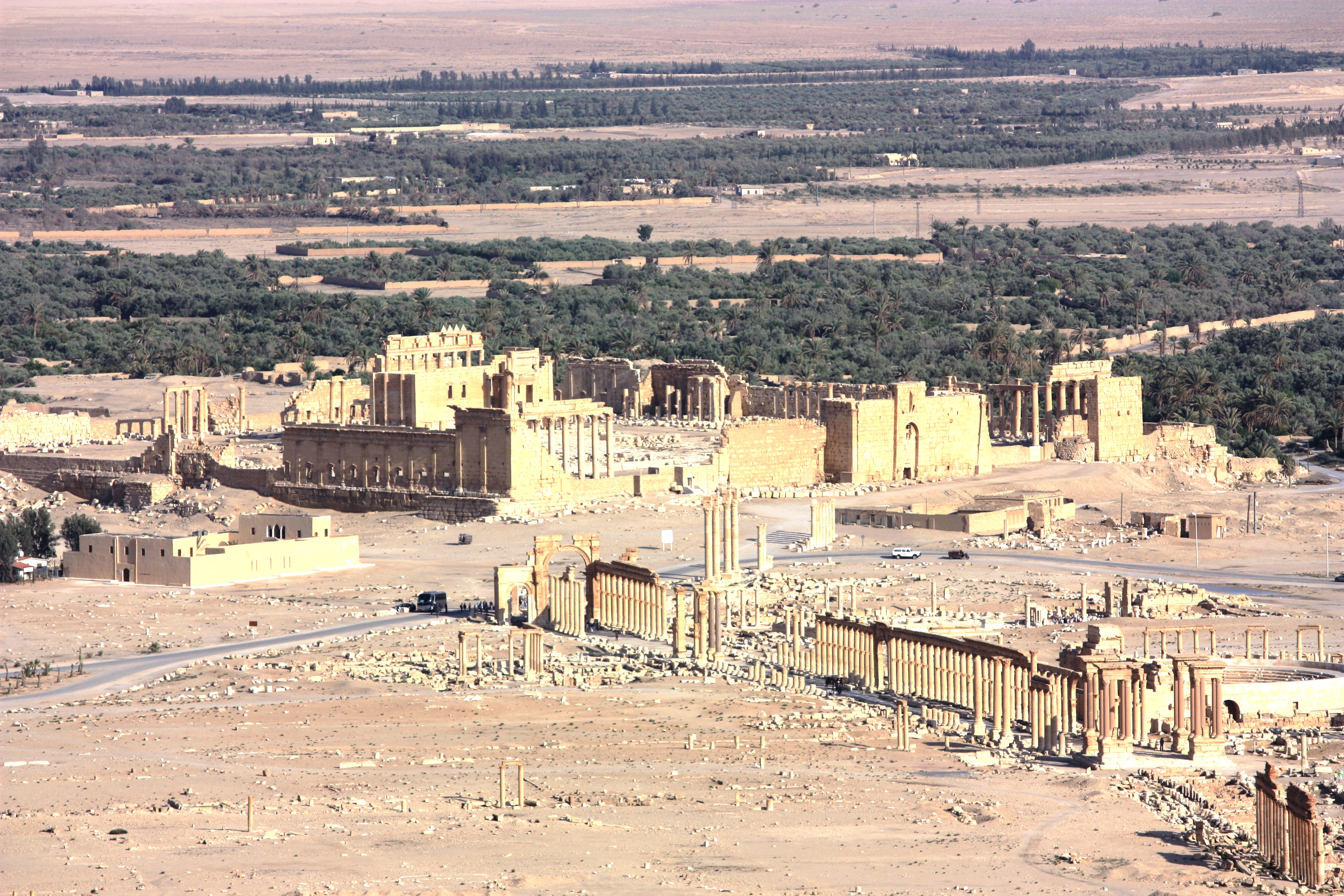
Вид з Калаат ібн Маан, Храм Ваала та вісь колонад
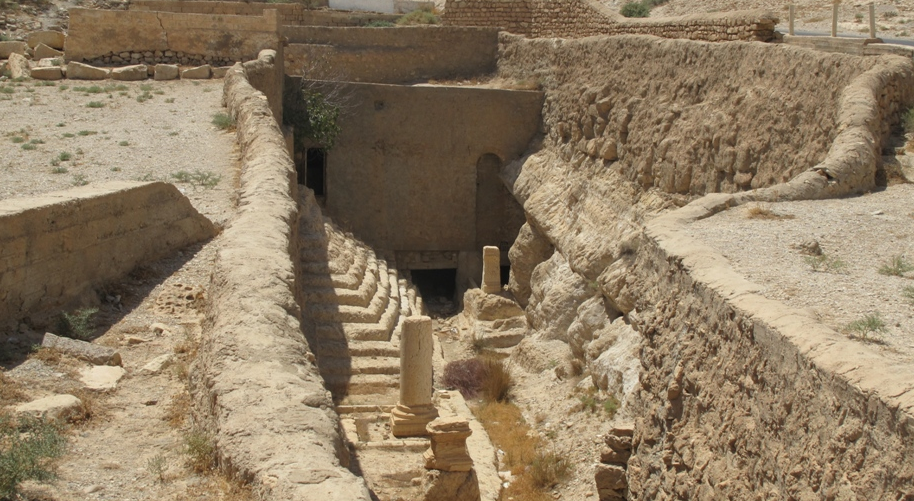
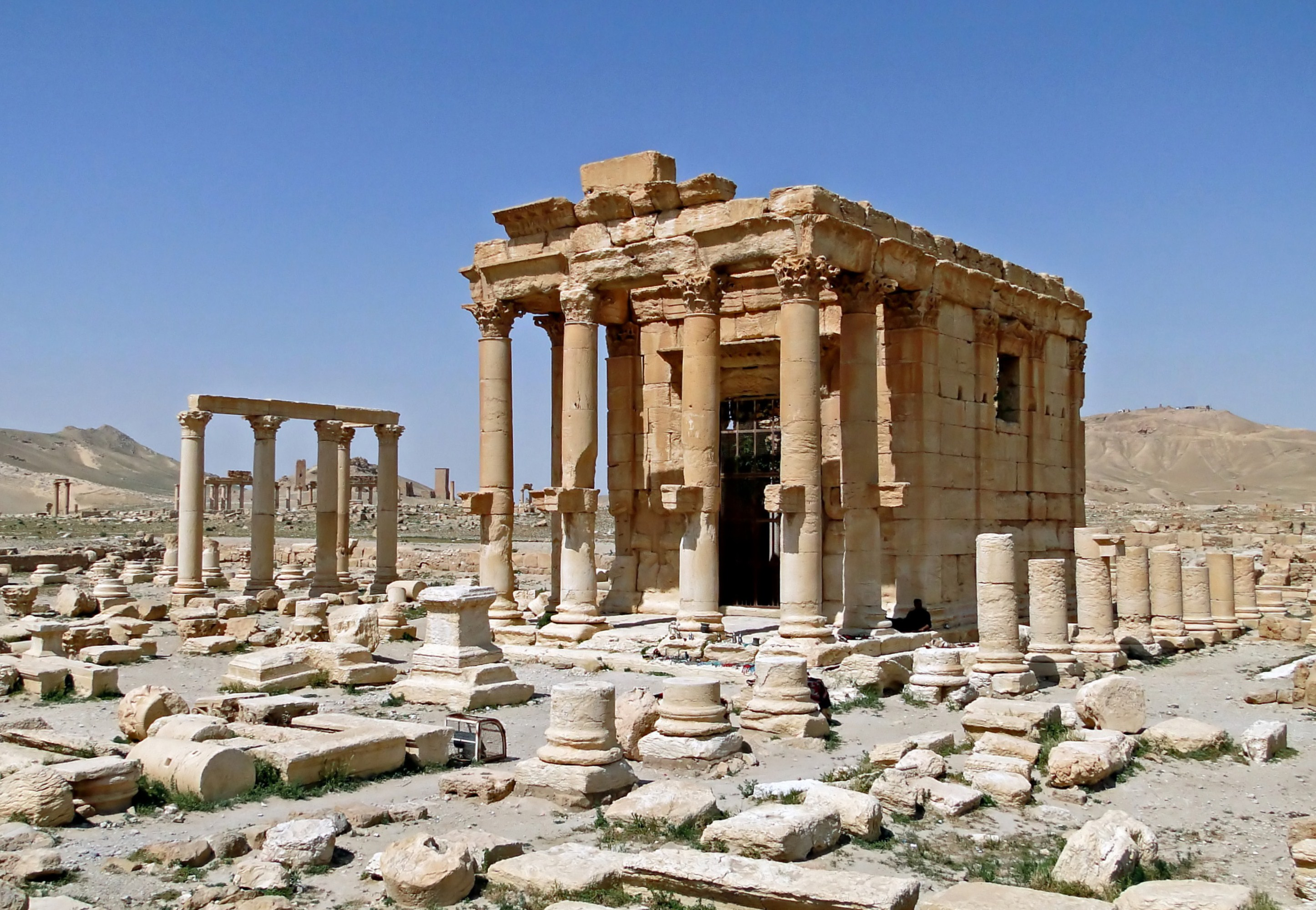
Храм Баала
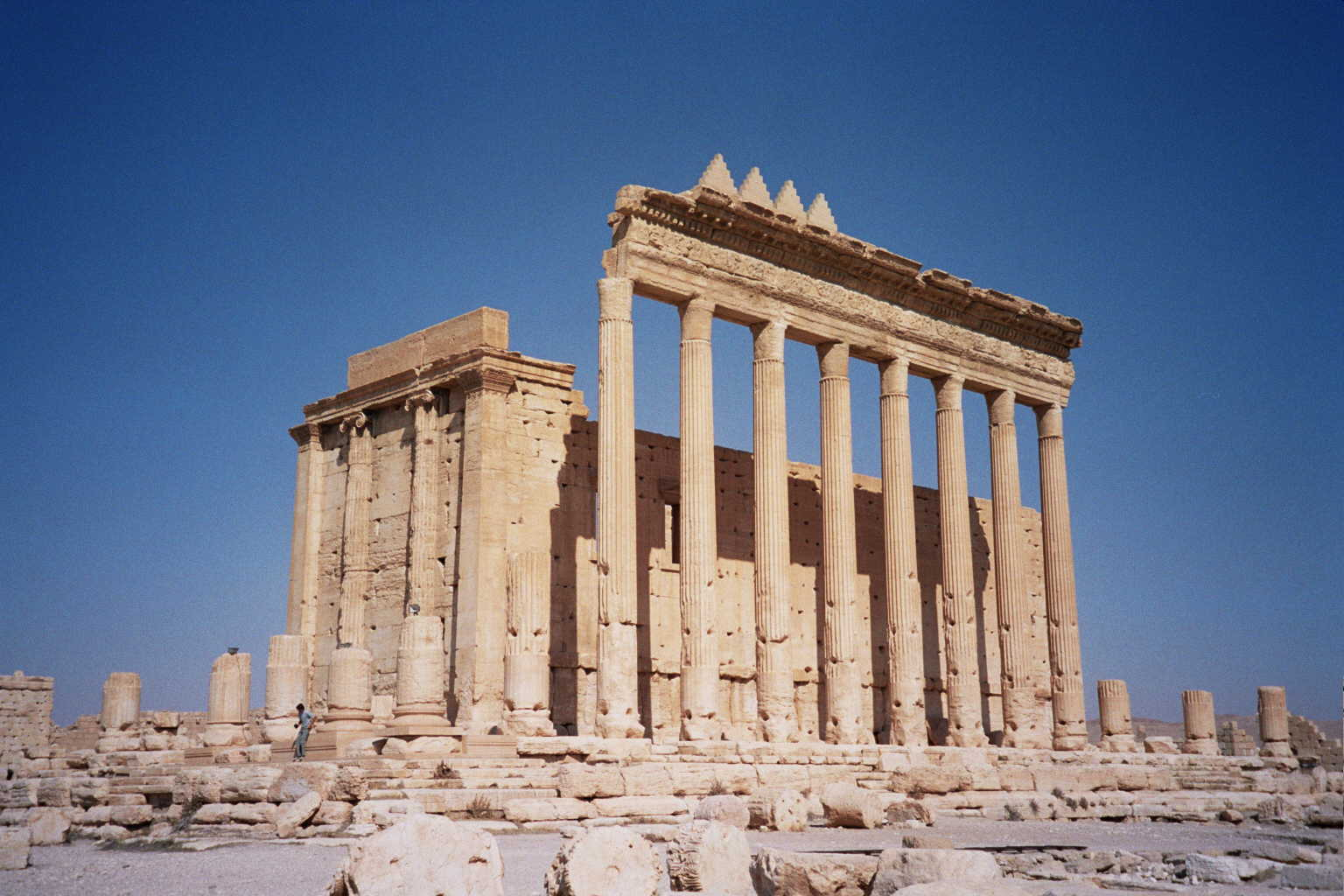
Храм Баала
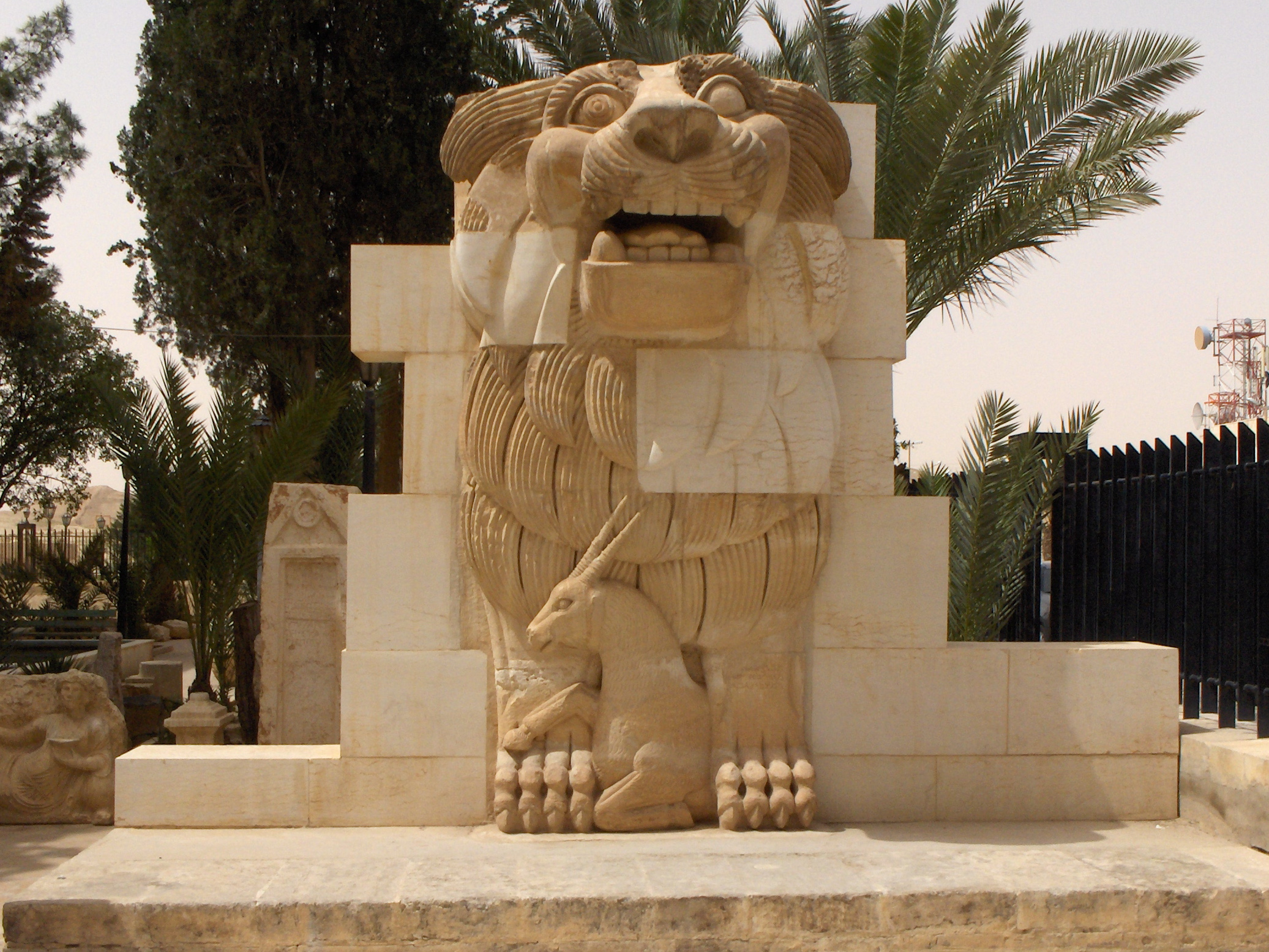
Лев у саду археологічного музею
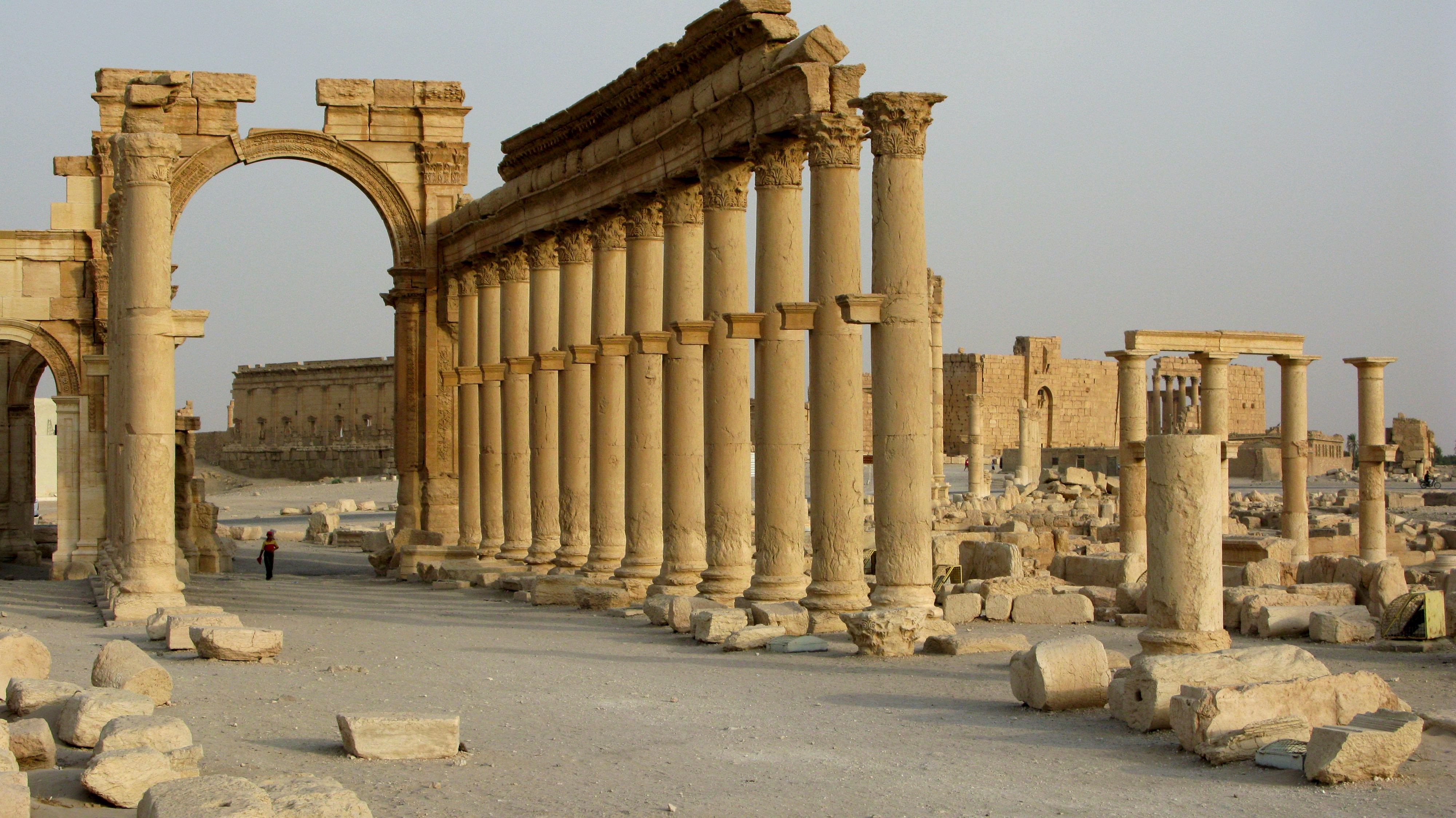
Велика колонада
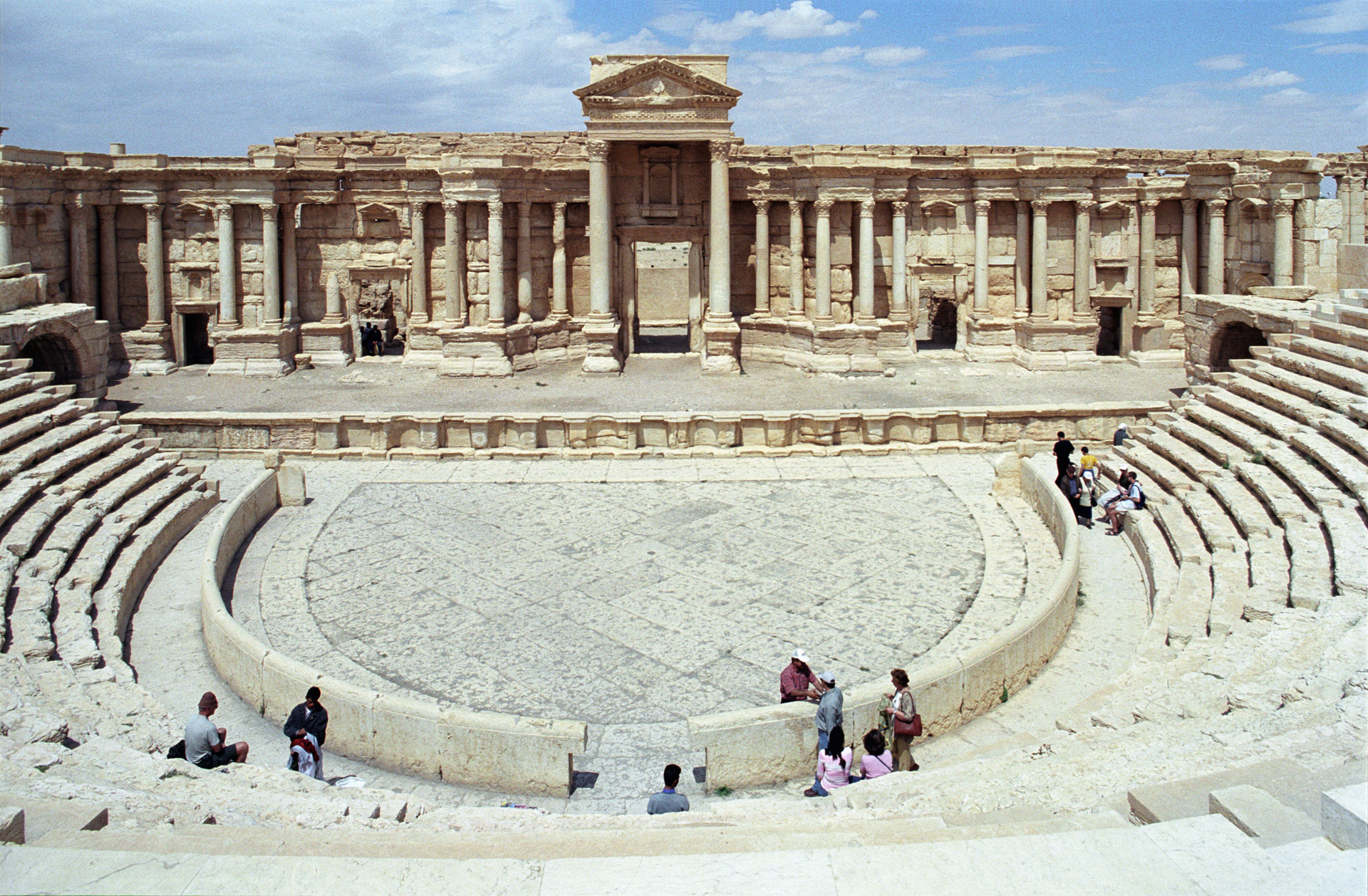
Одеон
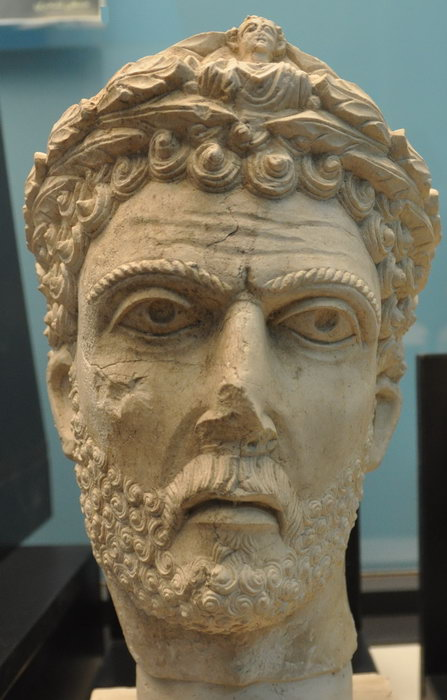
Оденат
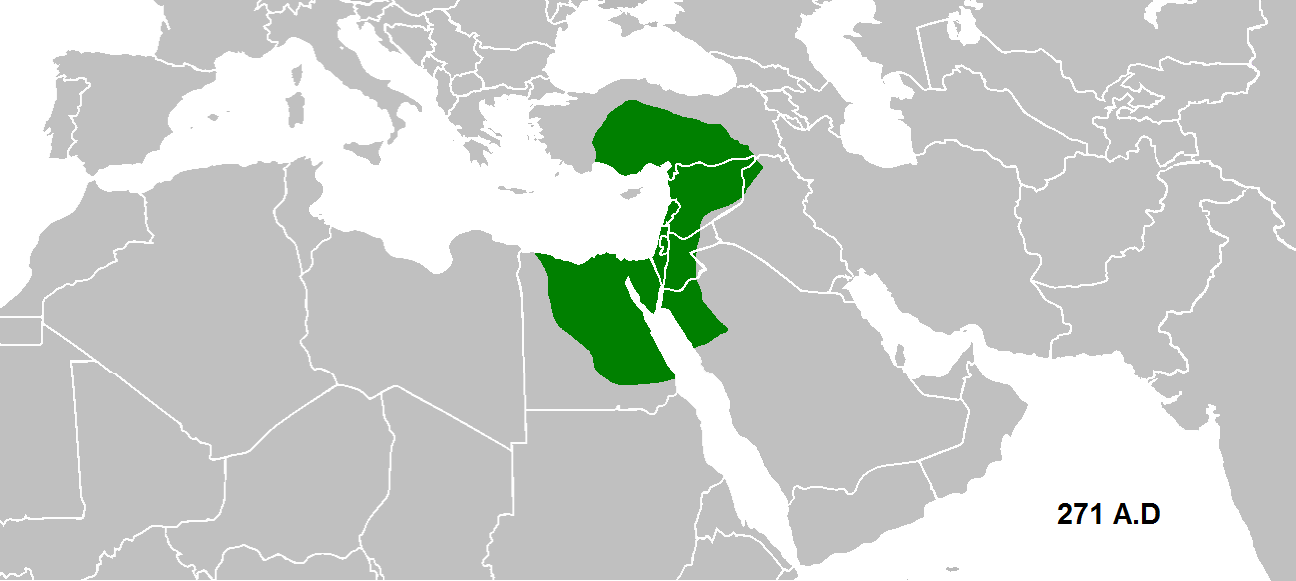
Пальмірські володіння у 271
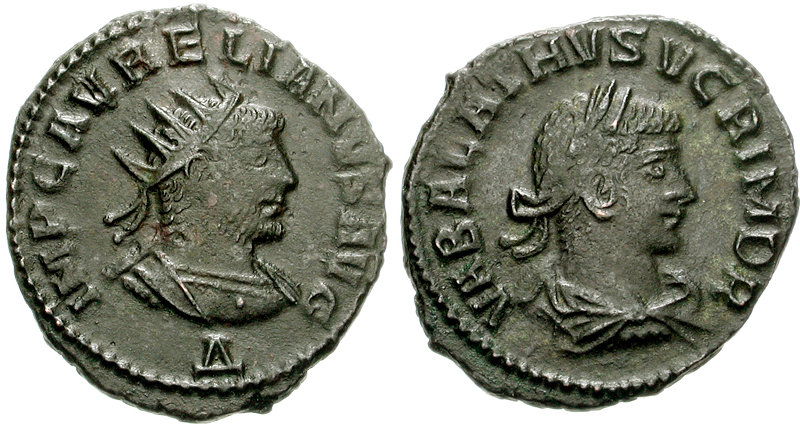
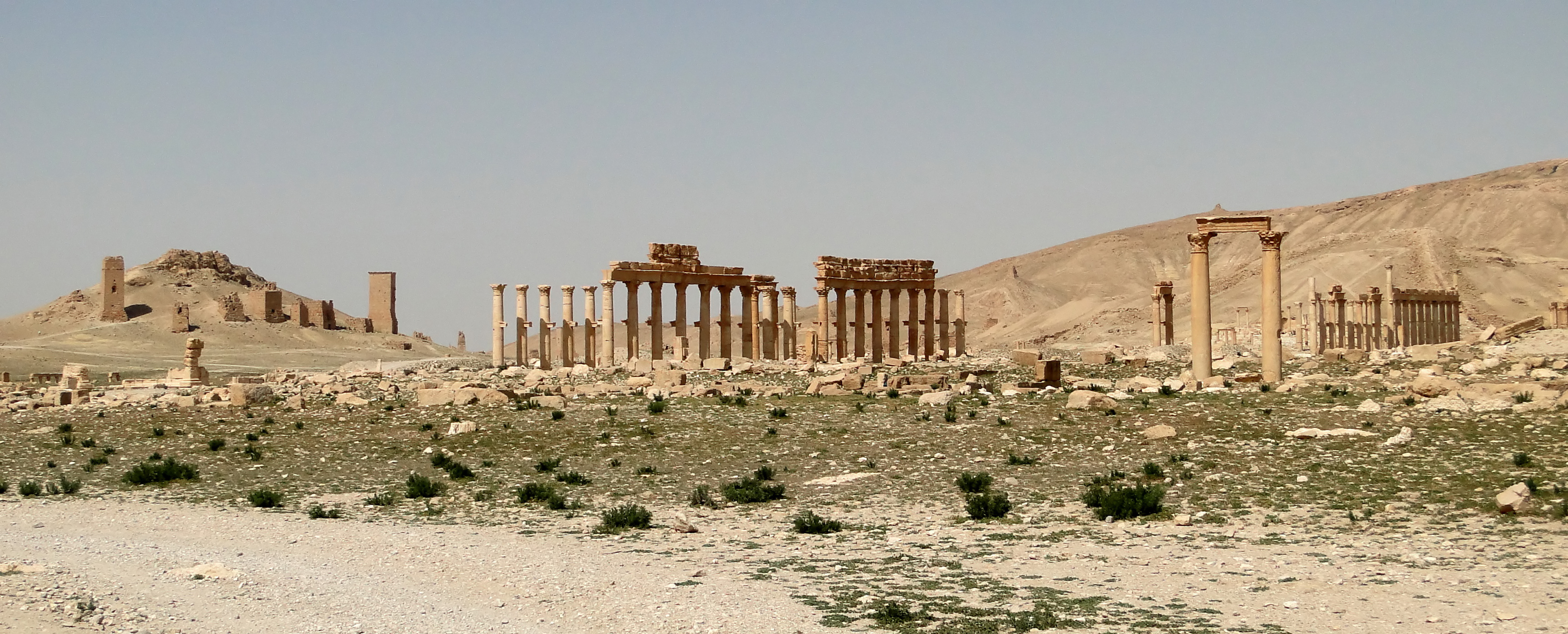
Табір Діоклетіана
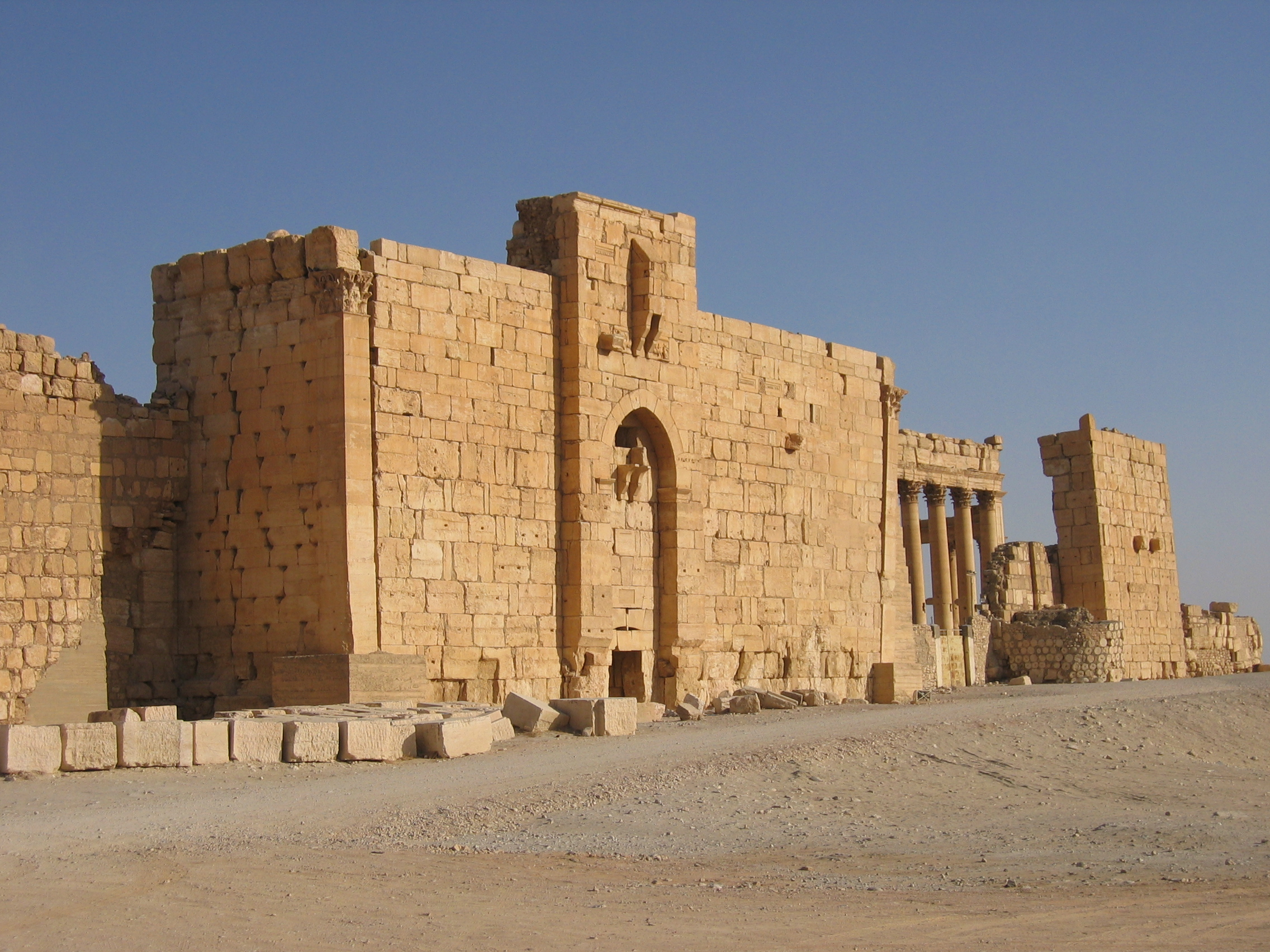
Ворота укріпленого храму Бела
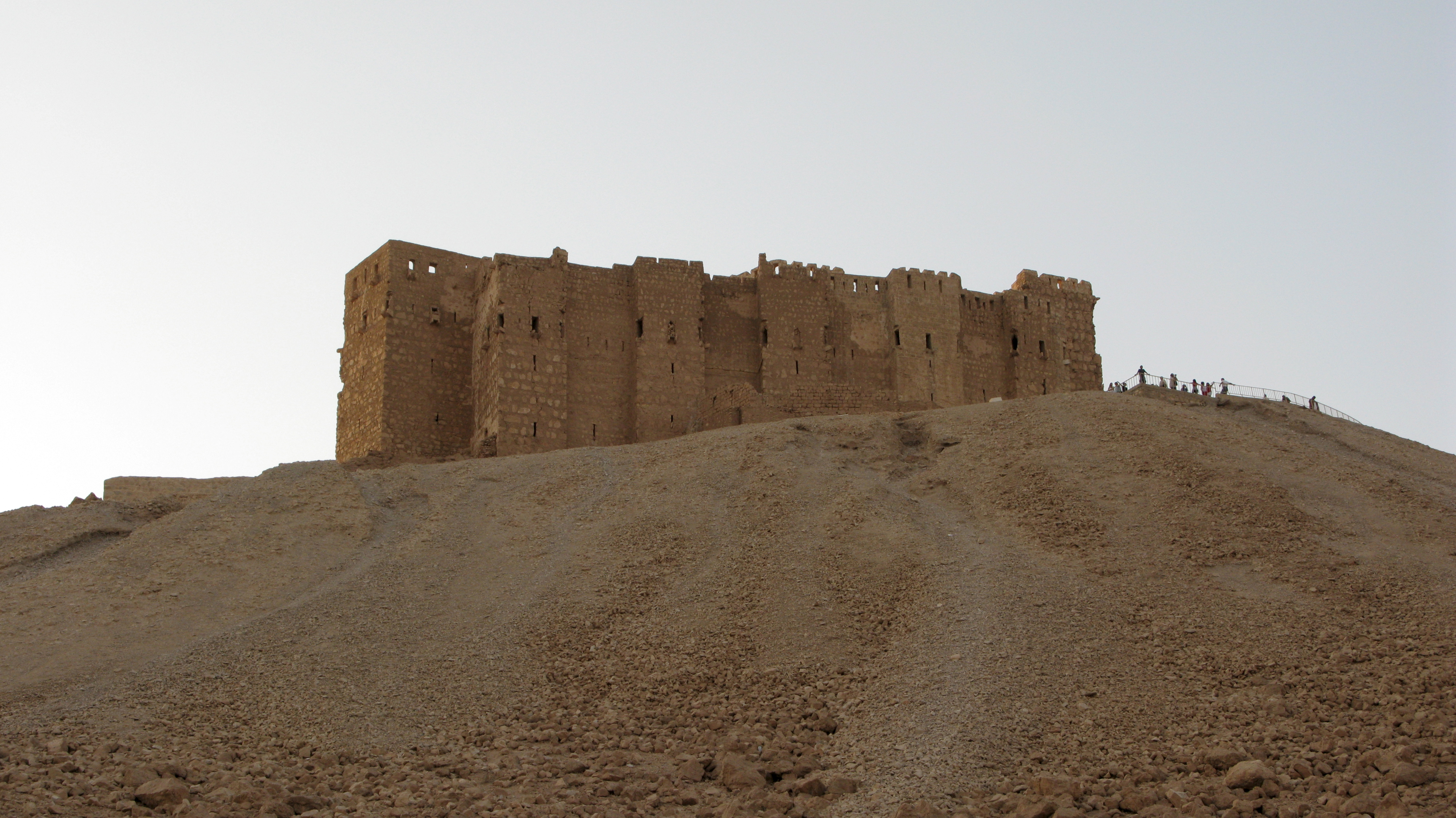
Калаат ібн Маан
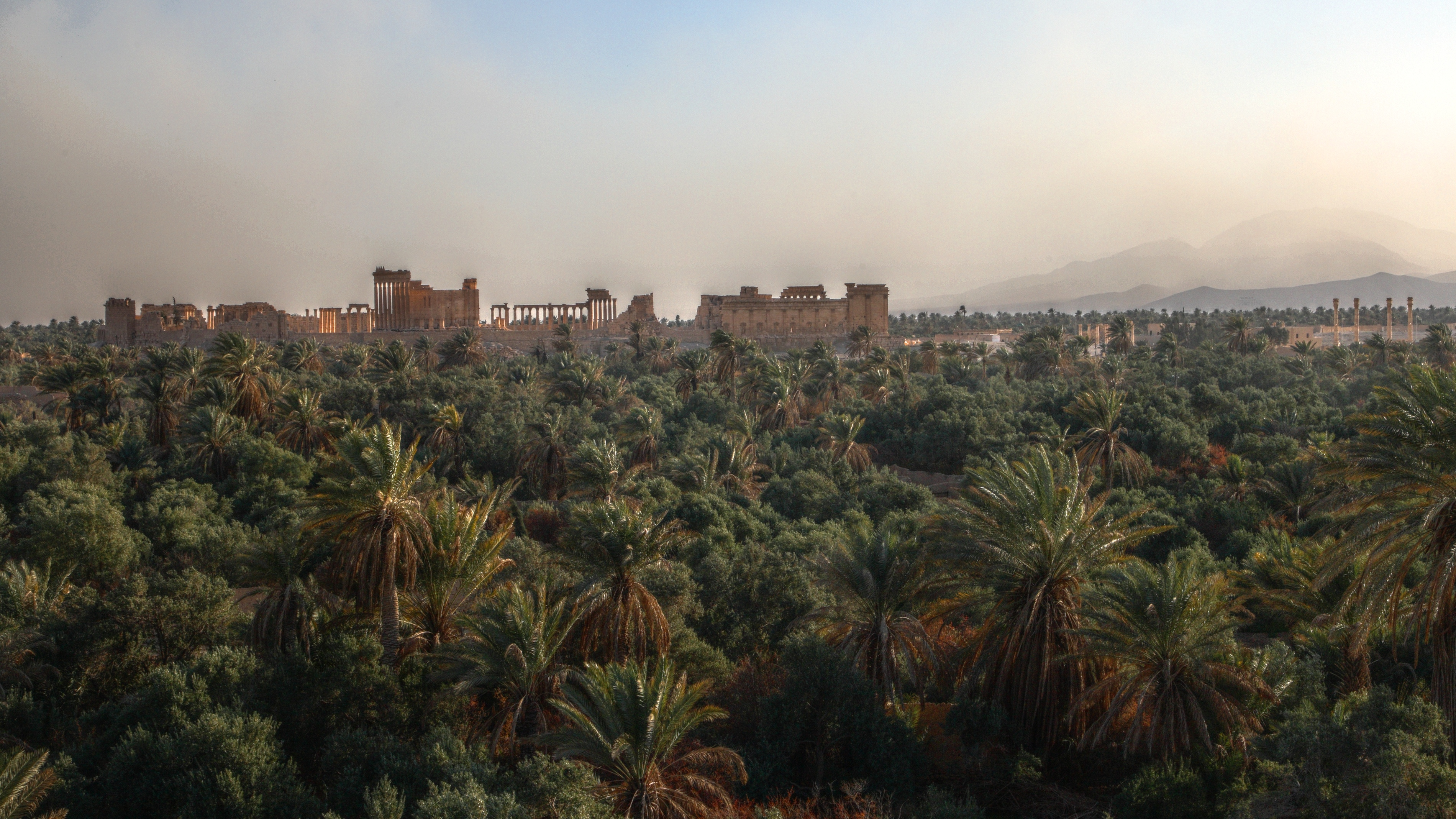
Руїни Пальміри
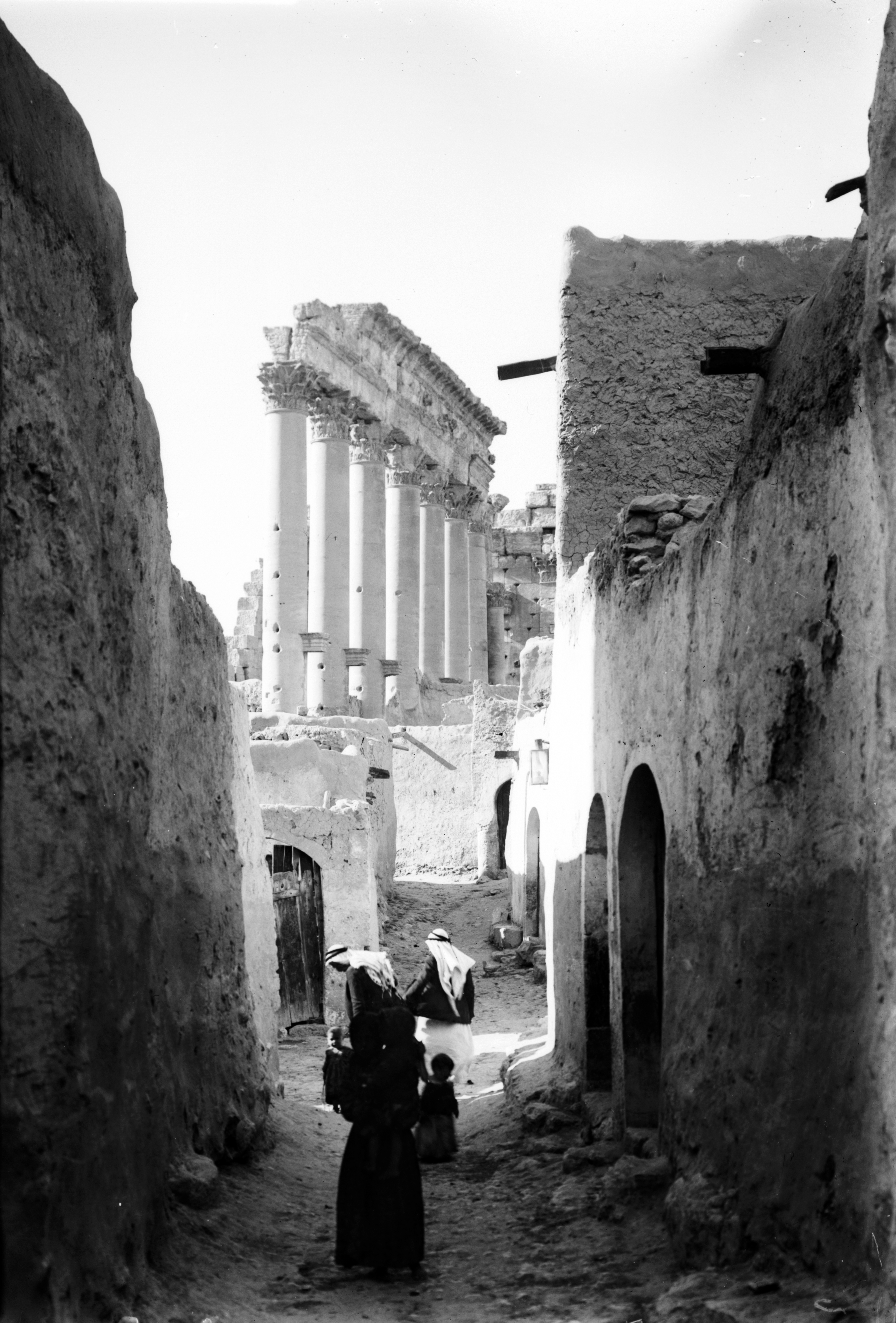
Старе поселення
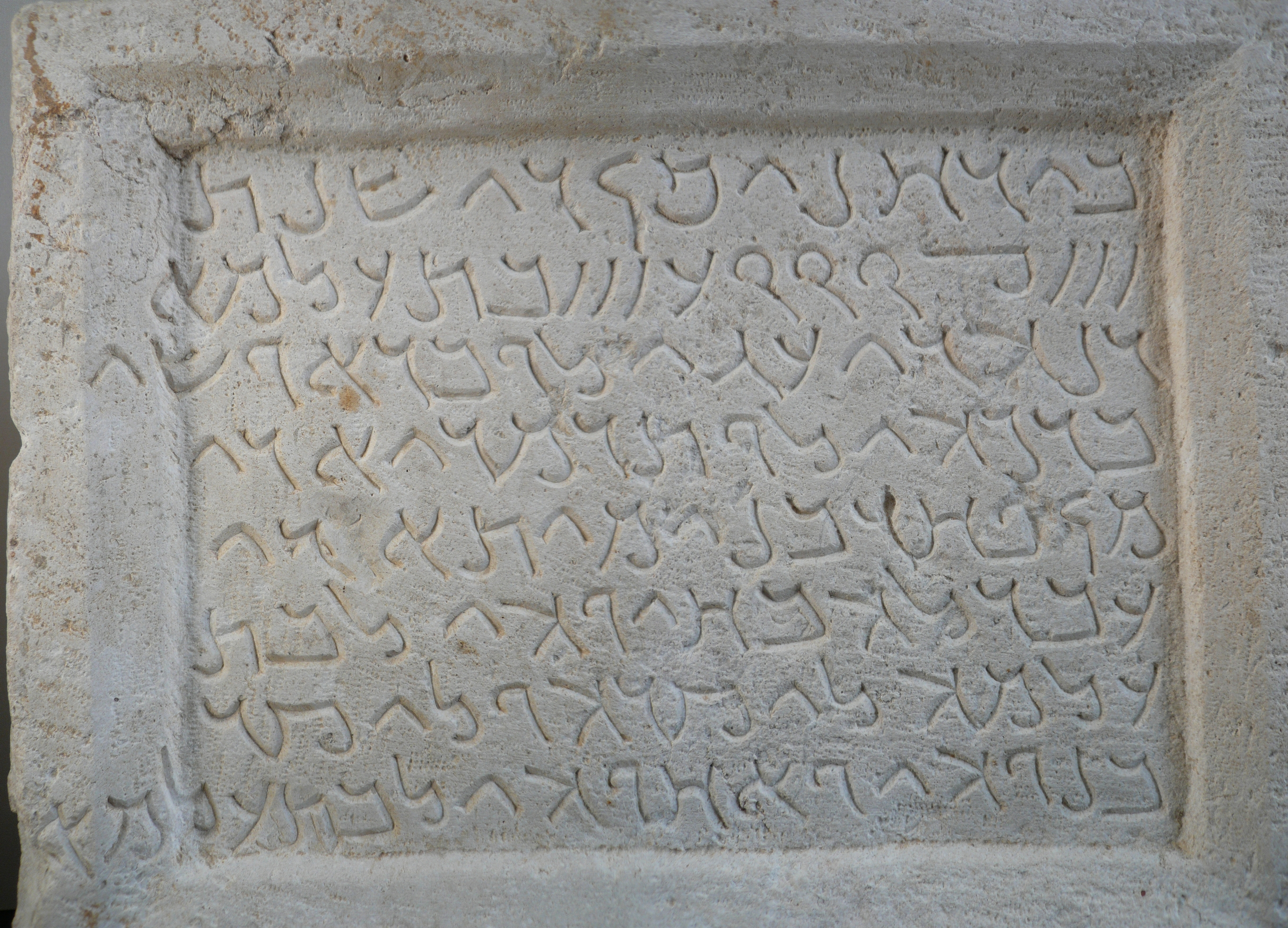
Дошка з написом
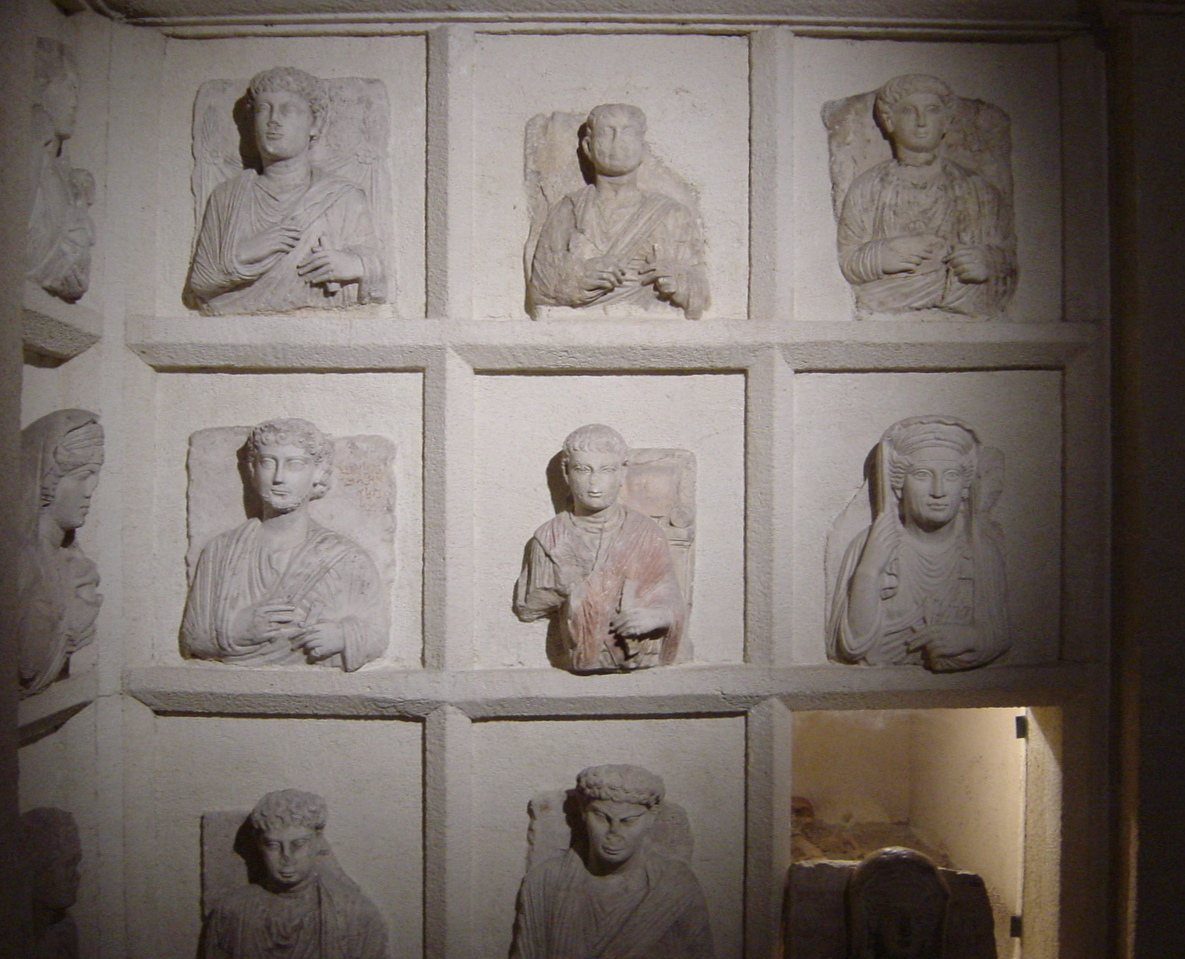
Коломбарій з Пальміри, Стамбул, Туреччина, археологічний музей
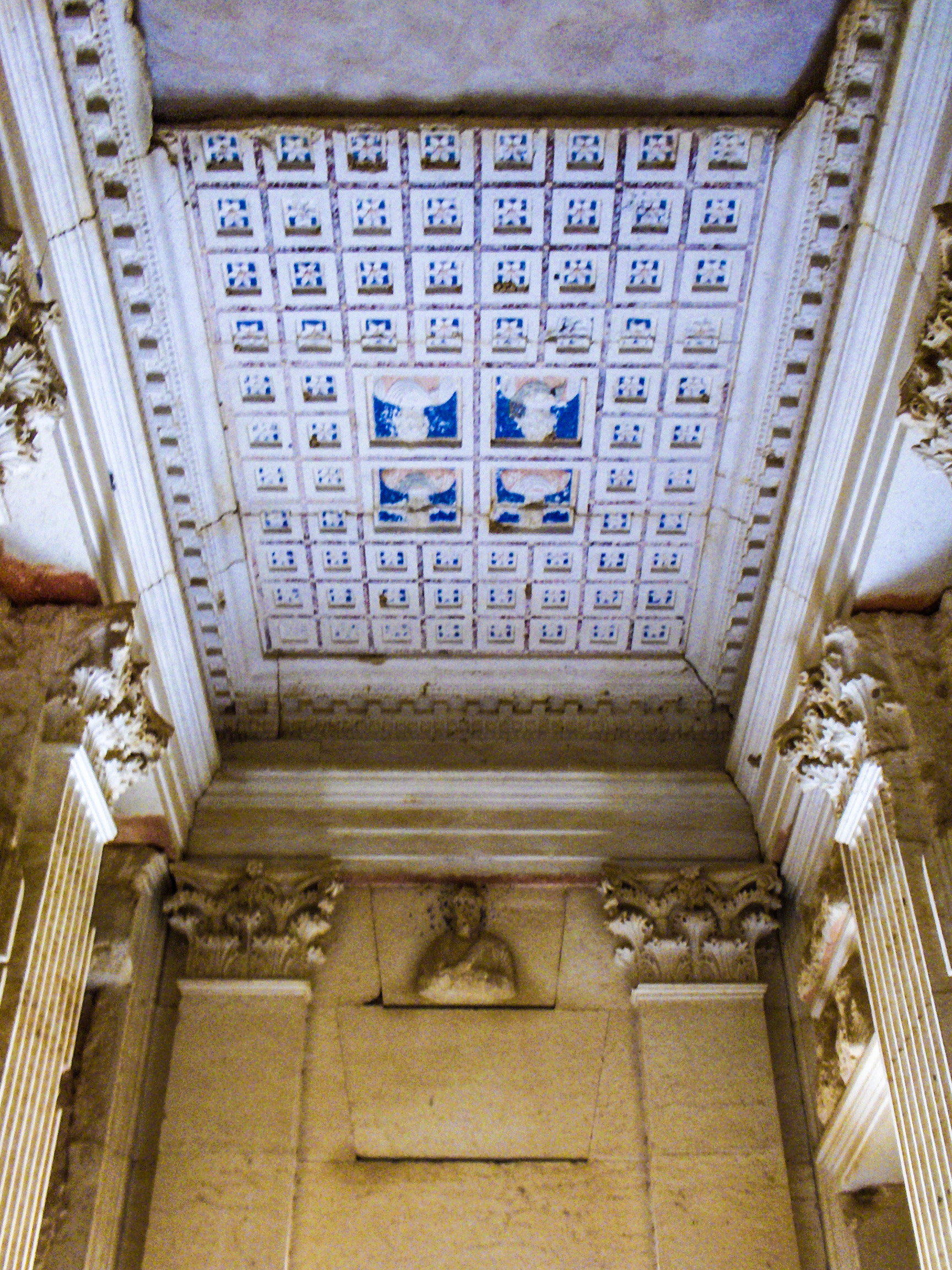
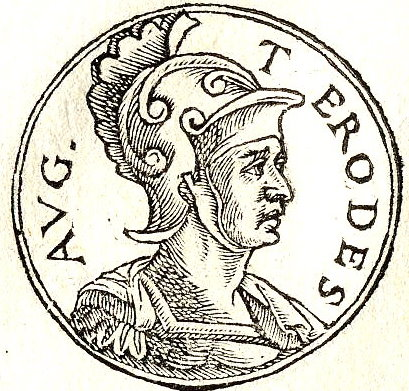
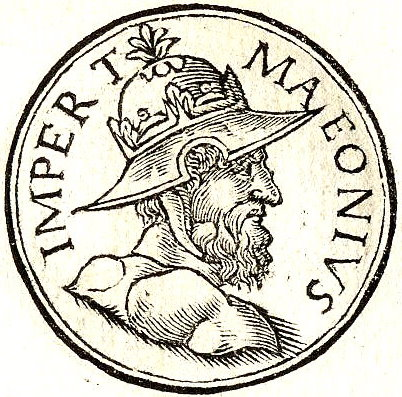
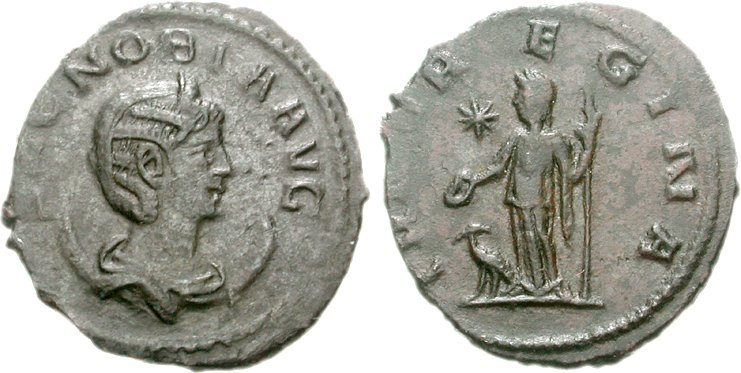
Зенобія
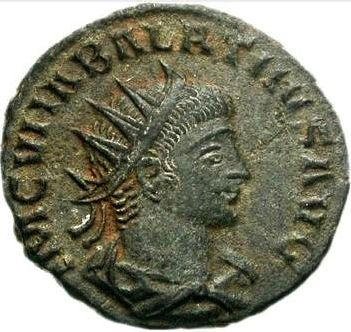
Імператор Антонініан
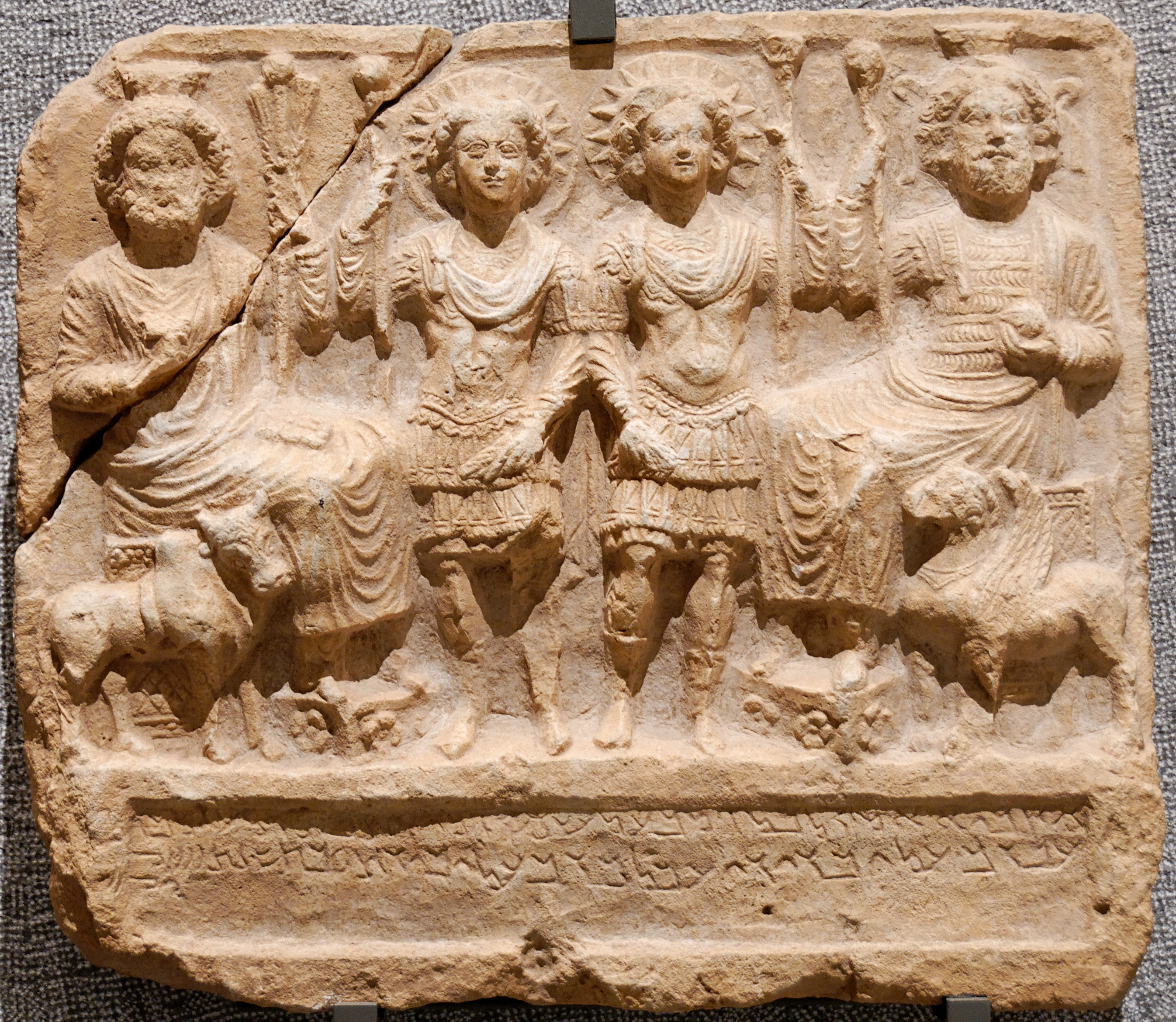
Барельєф
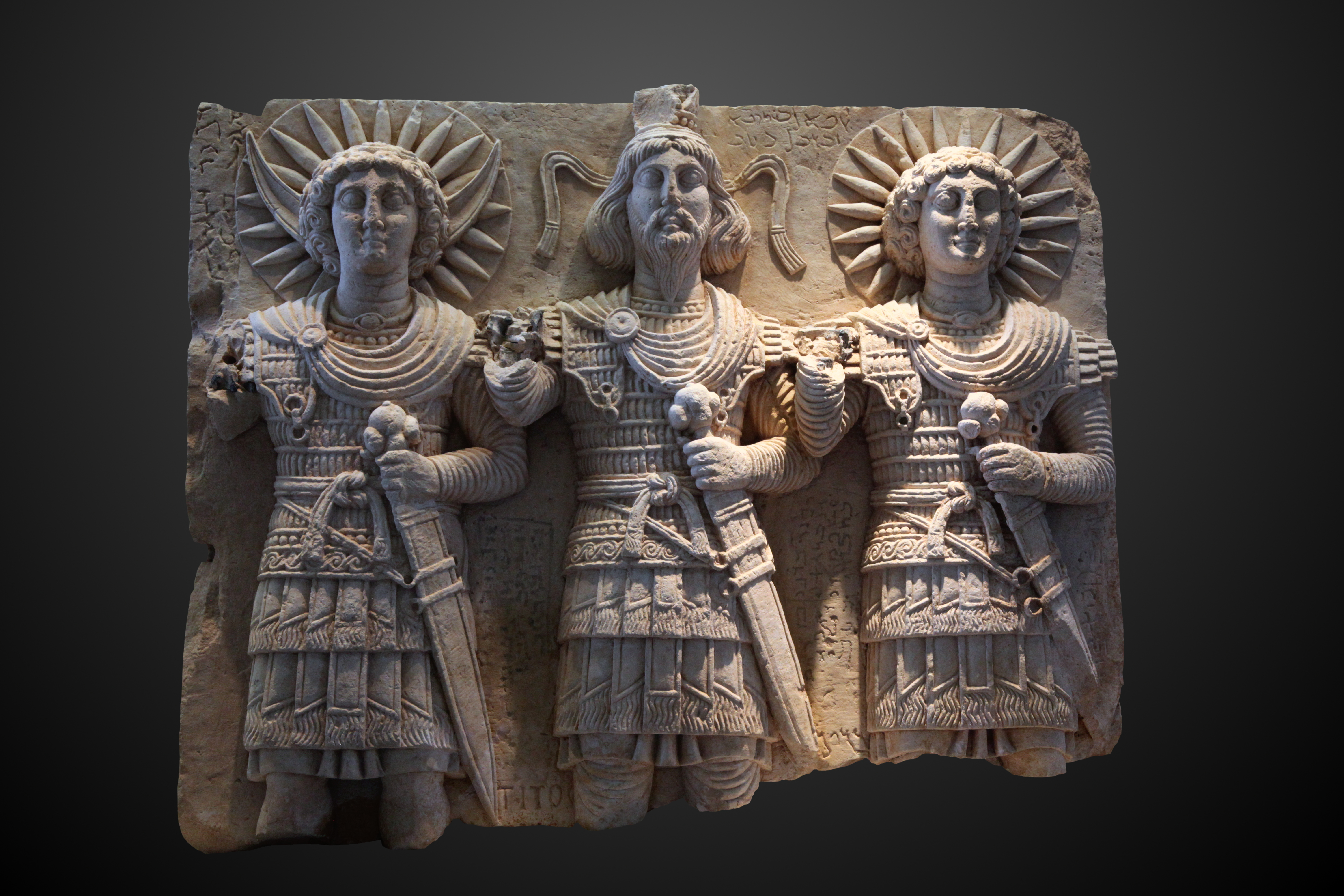
Пальмірська тріада богів
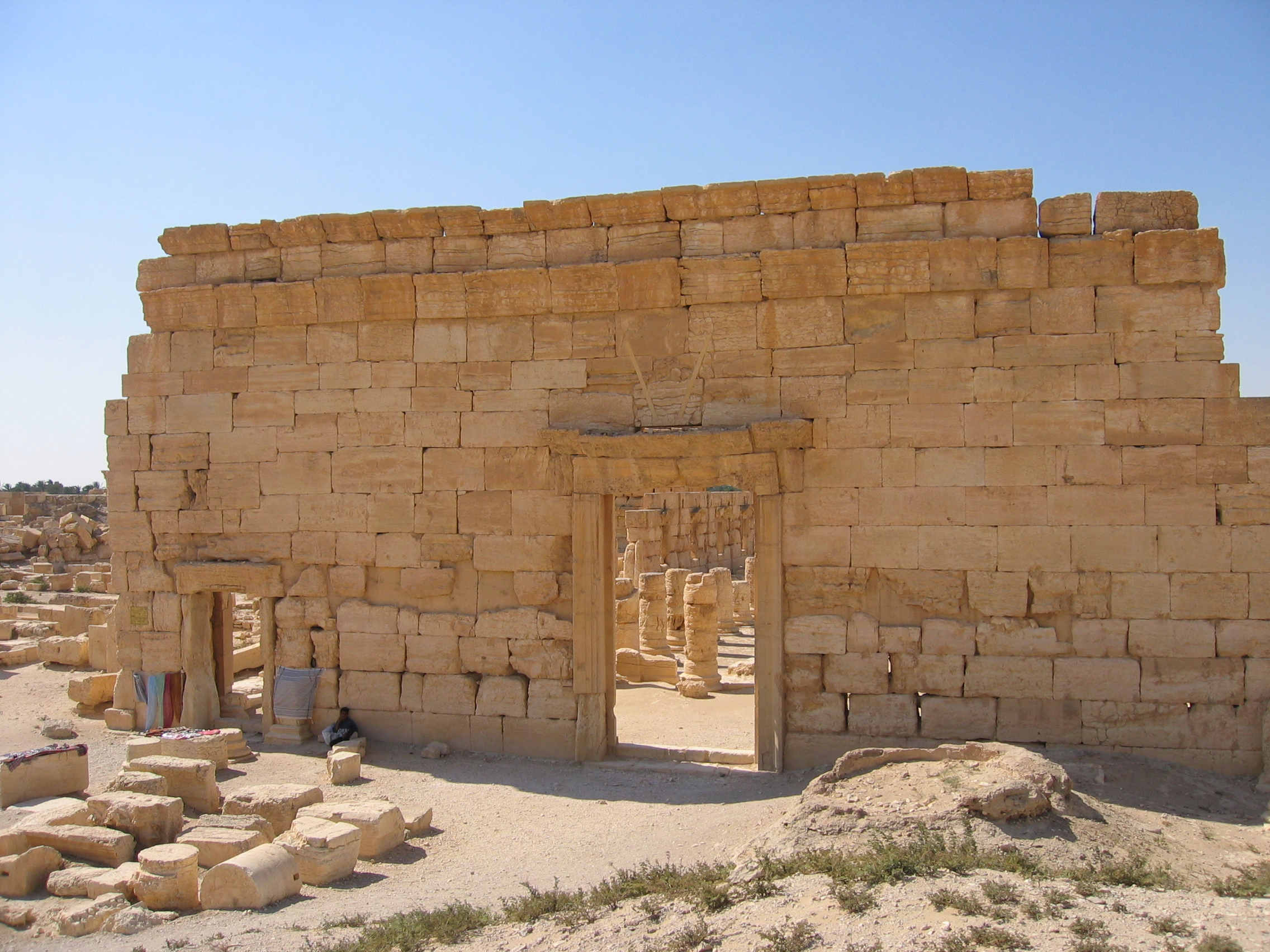
Агора
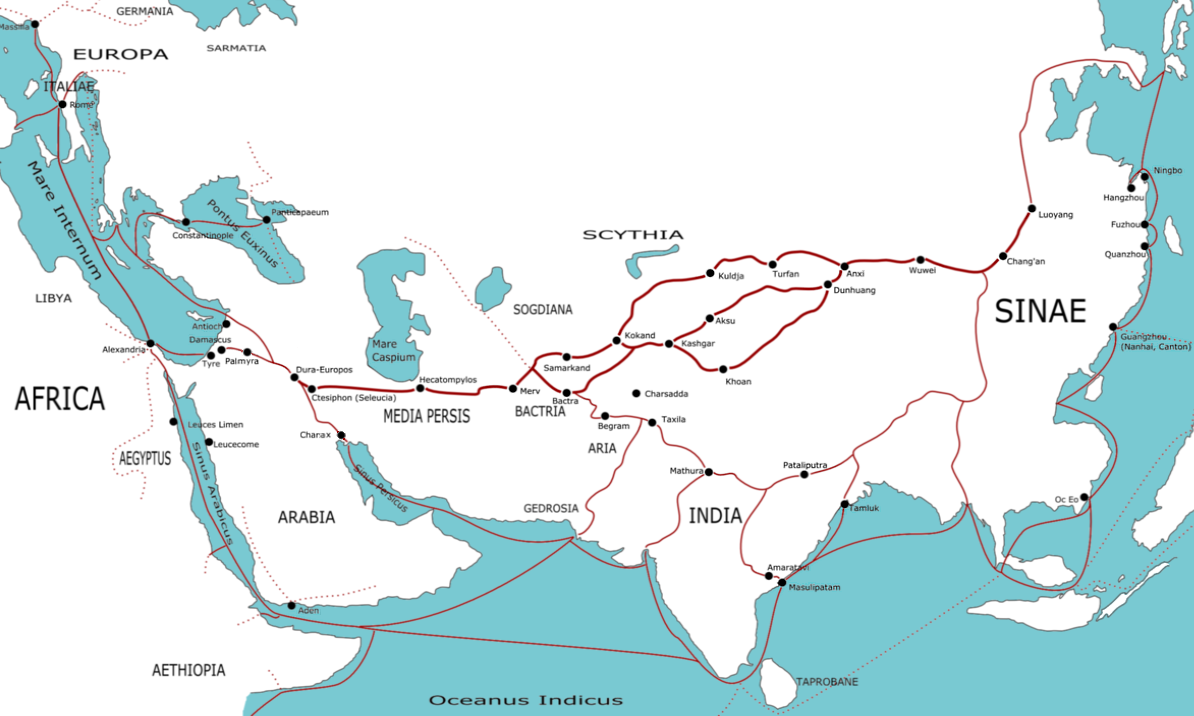
Пальмірська торгівля
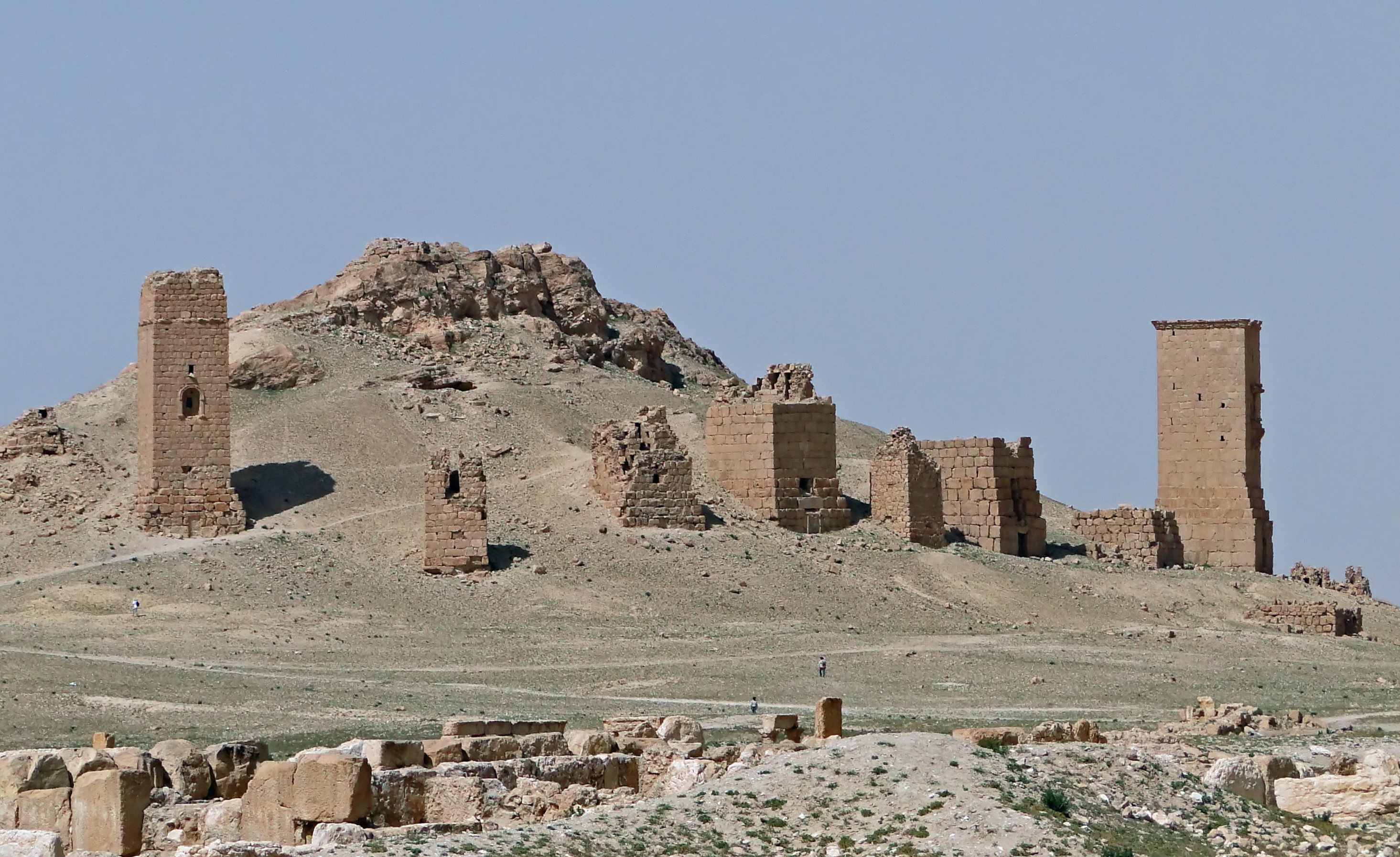
Баштові могили
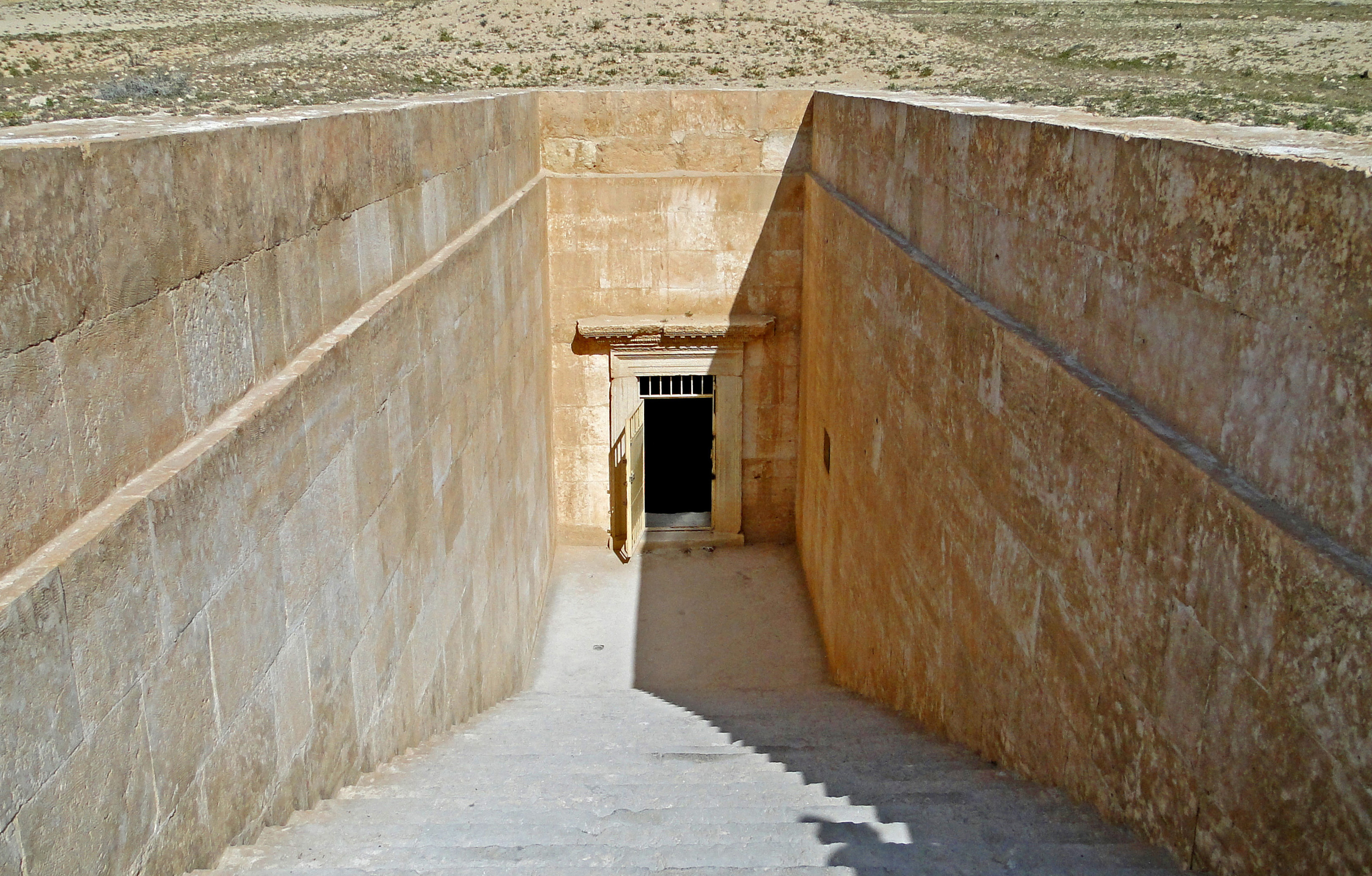
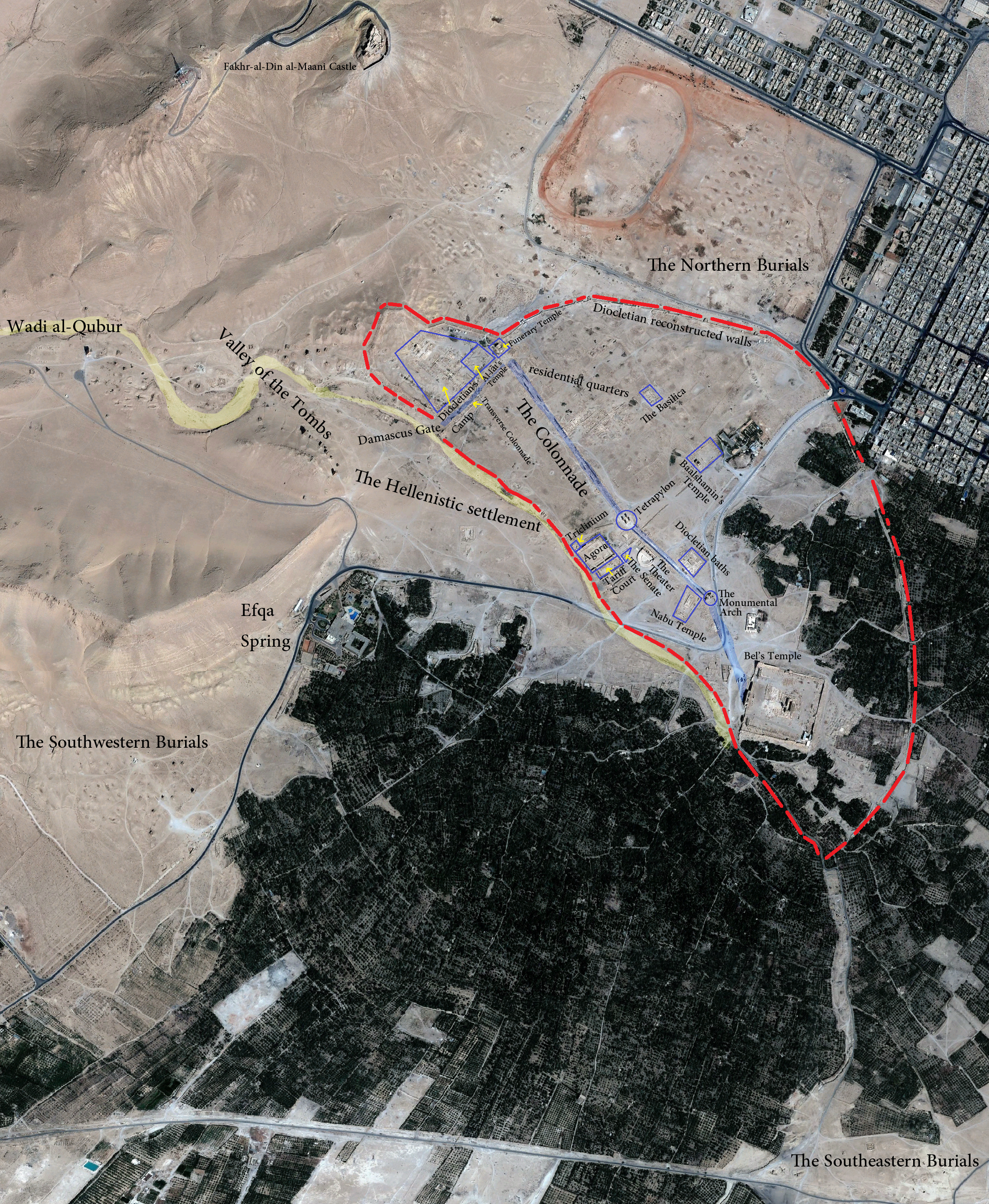
Мапа
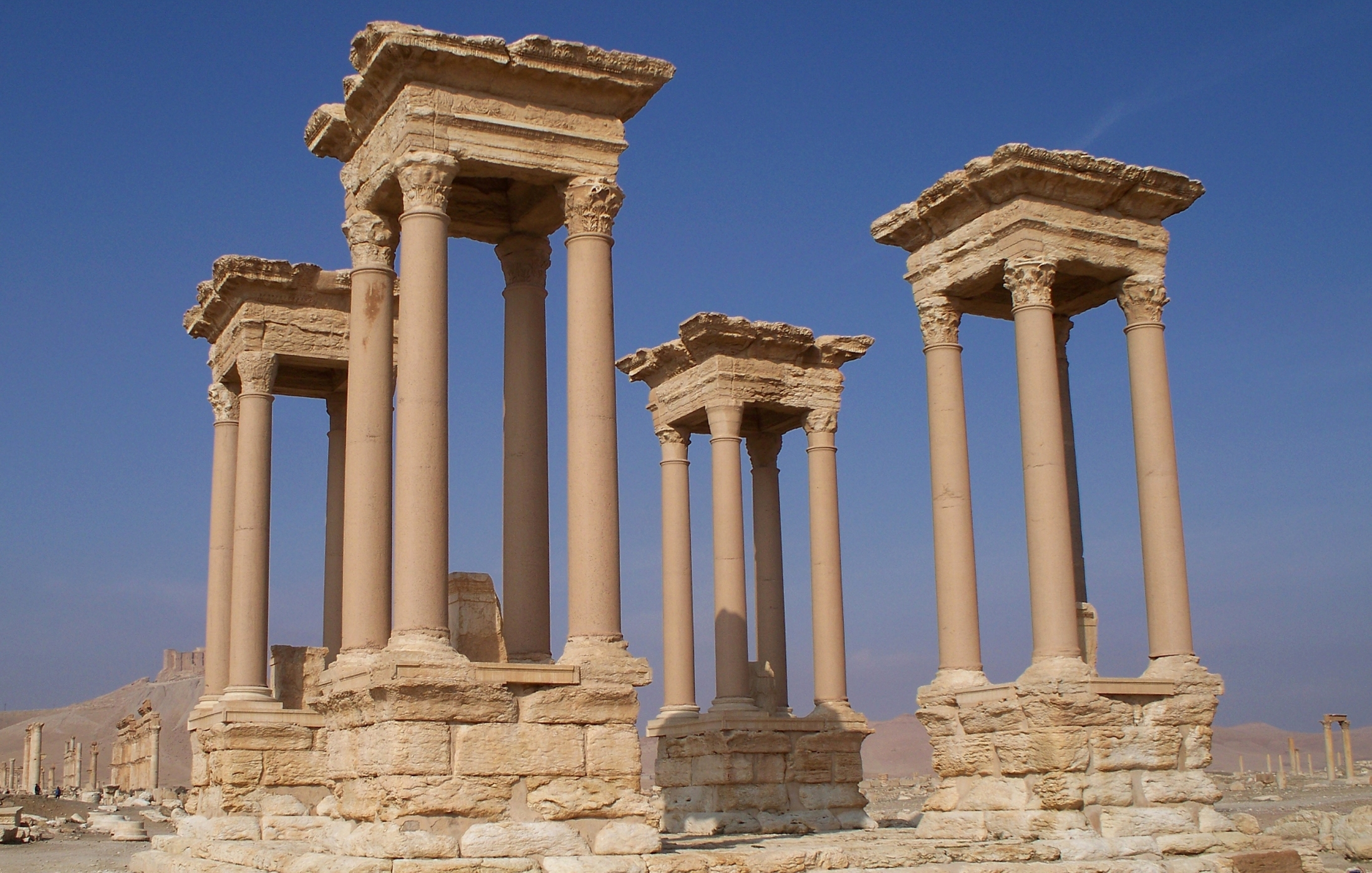
Тетрапілон - чотириколонник